# 표지

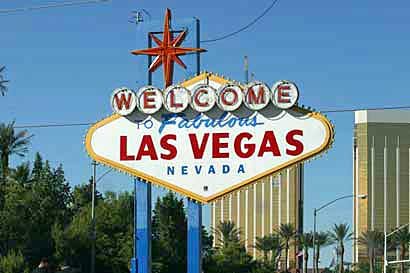
라스베이거스 스트립의 남쪽의 표지판, 라스베이거스에 오는 방문객들을 맞이하고 있음.

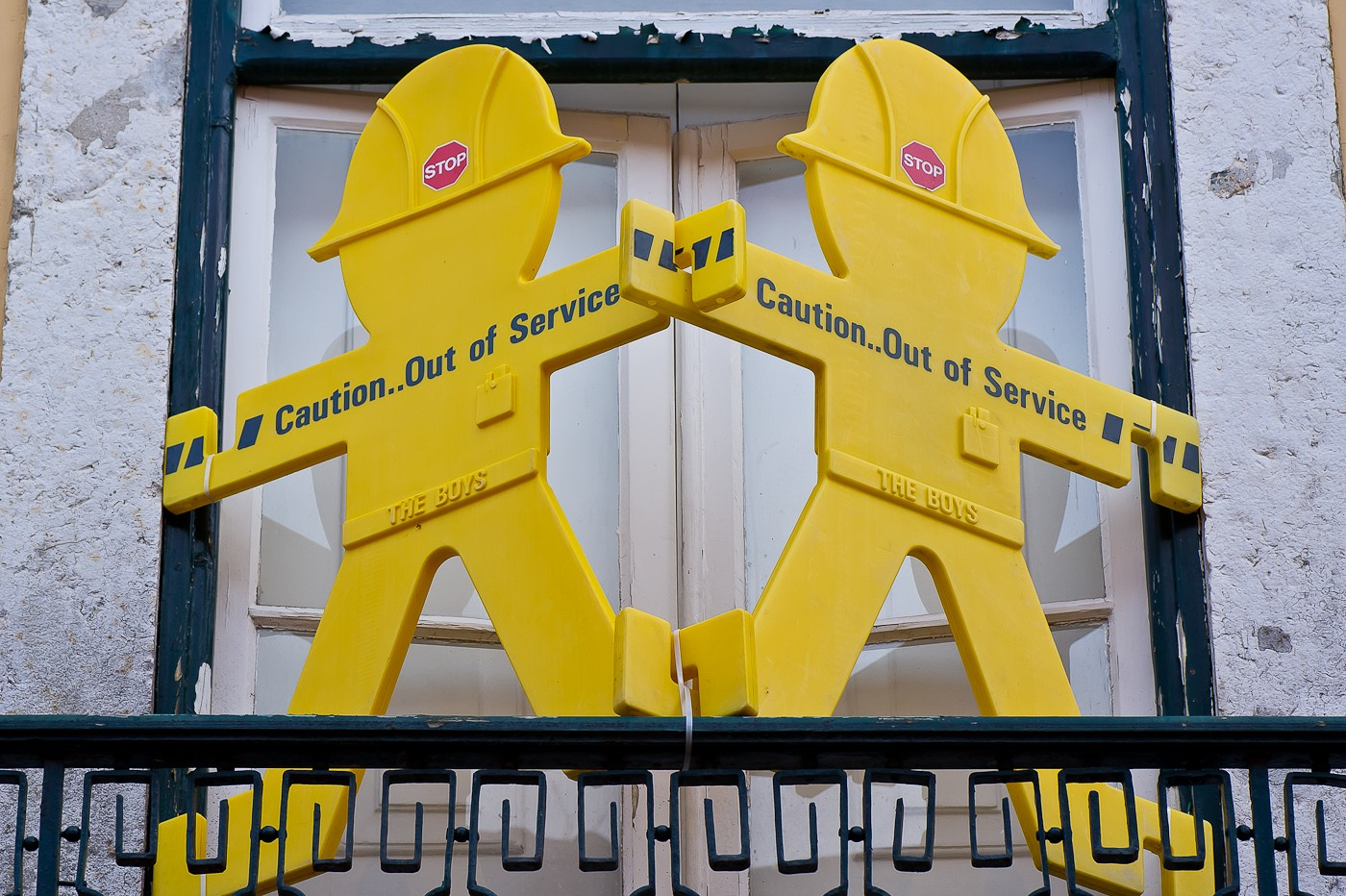
포르투갈의 리스본에 있는 인간 모양 표지판. 표지판에는 '운영되지 않음'(out of service)라고 적혀 있다.

표지(標識, 영어: signage)는 사람들에게 정보를 보여주기 위해 만들어진 일종의 시각 그래픽이다. 이것은 주로 길가나 건물의 안팎에 설치해 길을 알려주는 등의 정보 제공 용도로 이용된다.
표지의 종류들:
- 거리의 사인 - 금속에 문자를 양각으로 장식하거나 출력한 사인.[모호한 표현]
- 규격 사인 - 선 디자인된 기본 단위로 구성된 기호 체계.
- 사용자-제조 사인(표지) - 의뢰인 또는 프로젝트에 의해 그 특정 요구를 표현하는 사인.
- MCFT (Modular Curved Frame Technology) — 사용자 제조 기호와 규격기호 체계 사이의 곡선의 형태를 보이는 동시대적 융합물.
- LED 사인 (light-emitting diodes technology) — LED 조명을 활용한 사인물.

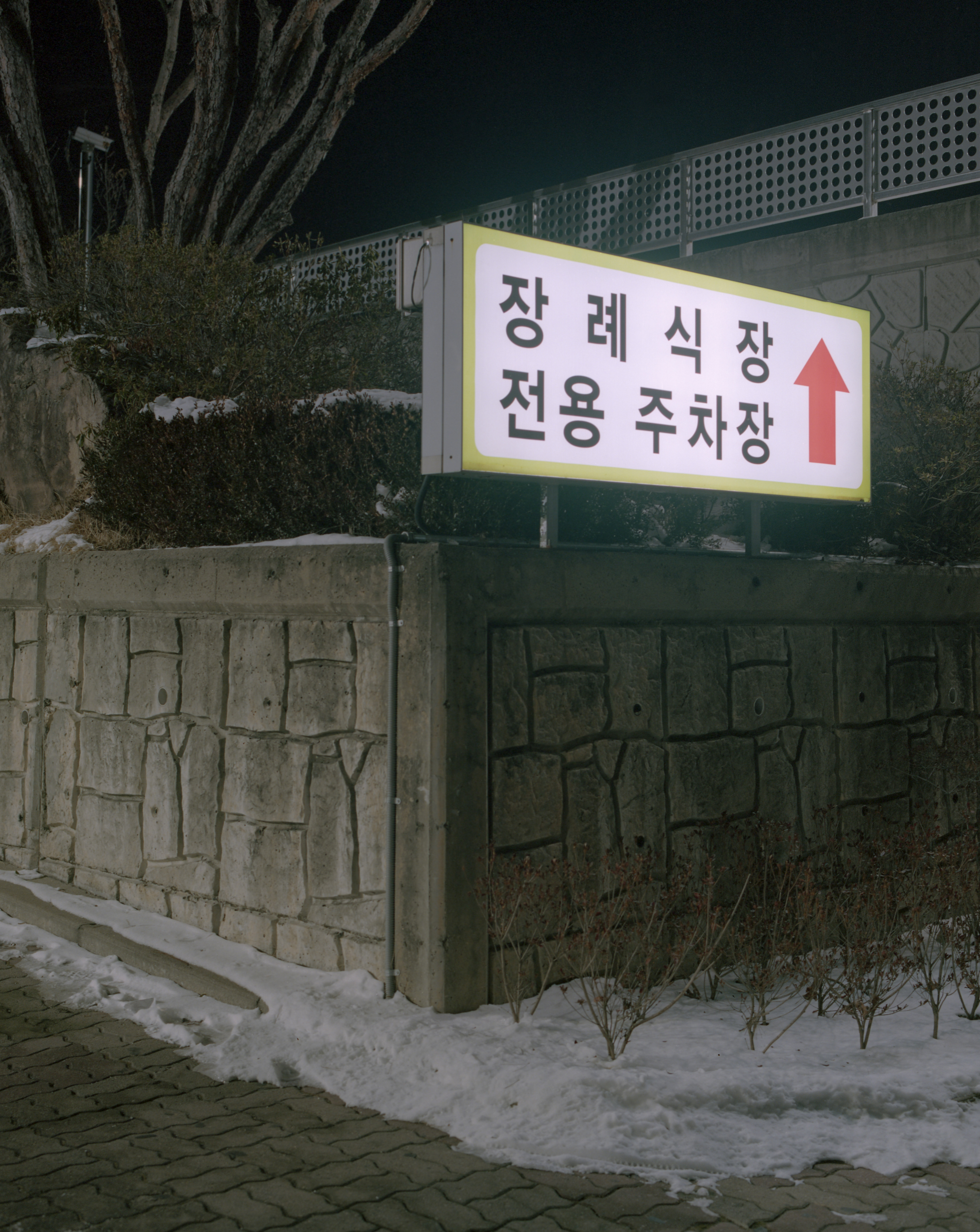
LED 표지

- 네온 사인 - 전기 조명을 사용한 사인물.
- 건축의 기호/길 찾기 체계 - 길과 특정 목적지를 찾는 것을 도와주는 편의 시설을 위한 통일된 기호 체계. 건물이나 방을 목적을 알려주는 기호, 위치와 정보, 규제를 포함한 모든 기호. 미국에서는 이러한 모든 표지(기호)들은 ADA로부터 승인을 받아야 한다.
- ADA Signs

## 역사

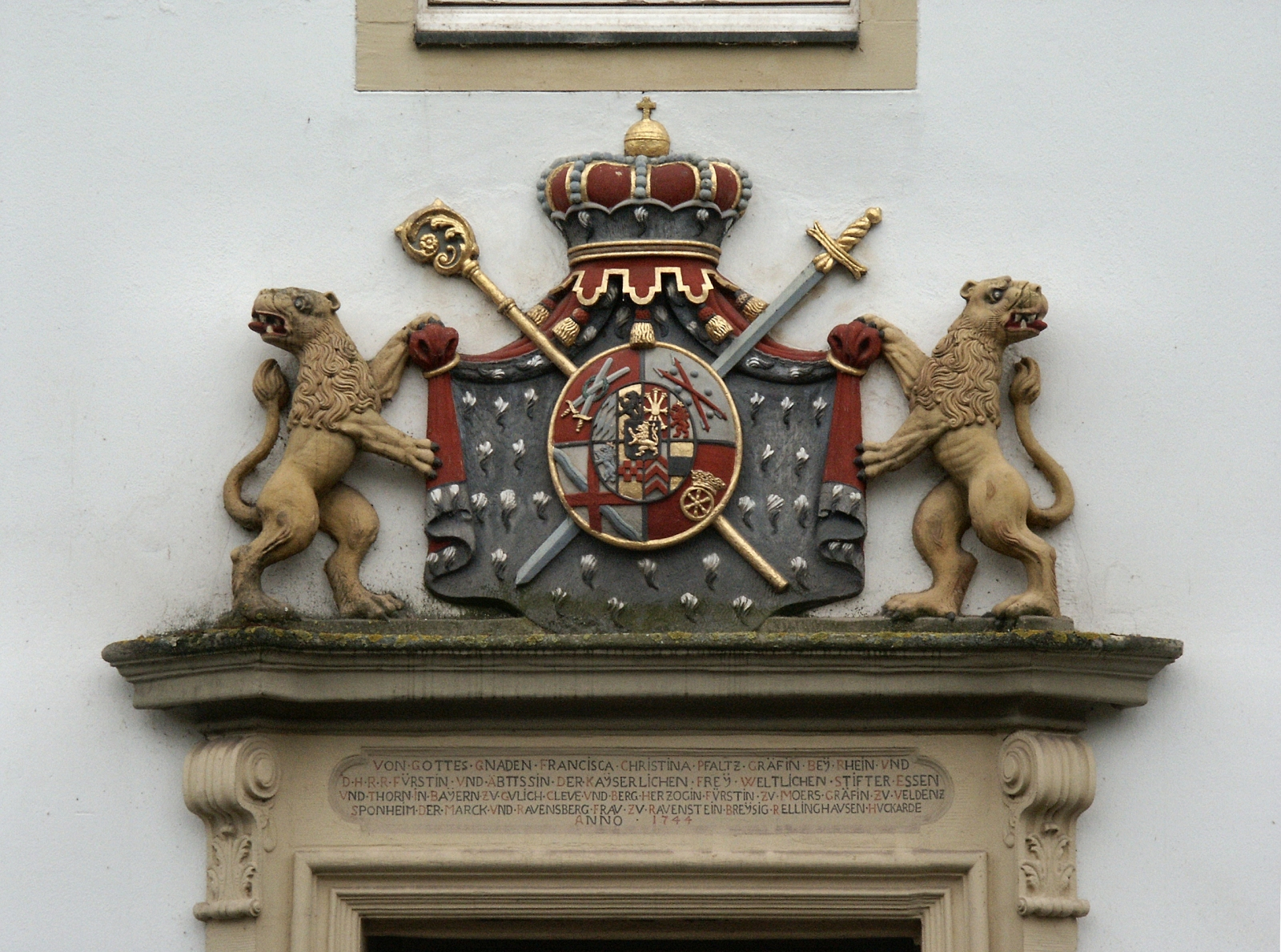
성 보르벡의 문장 (상징)

가장 초기의 표지들은 특정 그룹의 소속을 나타내기 위해 비공식적으로 사용되었다. 초기 기독교인들은 십자가나 이크티스(즉, 물고기)를 종교적 소속을 나타내기 위해 사용했으며, 태양이나 달의 표지는 이교를 나타내는 데 동일한 목적으로 사용되었다.
상업적 표지의 사용은 아주 오래된 역사를 가지고 있다. 소매 업소의 표지와 홍보 표지는 동서양에서 독립적으로 발전한 것으로 보인다. 고대 이집트, 로마, 그리스인들은 표지를 사용하는 것으로 알려져 있다. 고대 로마에서는 상점 앞에 표지판을 사용하거나 공공 행사를 알리는 데에도 사용되었다. 로마의 표지판은 대개 돌이나 테라코타로 만들어졌다. 또는 상점, 포럼 및 시장의 외벽에 있는 흰색 지역, 즉 앨범(albums)으로 알려진 부분으로 만들기도 했다. 로마 표지판의 많은 예가 보존되어 있으며, 그 중에서는 여관을 나타내는 평판으로 널리 알려진 덤불이 있다. 이로부터 나온 속담 "좋은 와인은 광고가 필요 없다"가 유래되었다. 덤불 이외에도 일부 산업에 특정하게 연결된 표지들은 현대로 이어지며, 그 중 일부는 특허 상표로 발전되었다. 이는 초기 상업 표지의 역사가 브랜드마케팅과 라벨링의 역사와 긴밀하게 연결되어 있다는 것을 시사한다.
최근의 연구 결과 중국이 초기 소매 표지 시스템의 풍부한 역사를 보여주었다. 소매 표지와 관련된 초기 발달과 관련하여 상당히 잘 문서화된 사례 중 하나는 중국 송나라 시기(960-1127년)의 바늘 브랜드 '화이트 래빗'이다. 광고용 포스터를 인쇄하는 데 사용된 구리 판에는 "지난 시간에 집에서 사용할 준비가 된 고품질의 철막대를 사서 좋은 품질의 바늘을 만들어봐"라는 메시지가 포함되어 있다. 또한 이 판은 행운을 상징하는 흰색 토끼의 상표도 포함하고 있으며, 이는 주 구매자인 문해력이 제한된 여성들과 특히 관련이 있다. 이미지에는 흰색 토끼가 약초를 갈아서 압축하는 모습이 포함되어 있으며, 구매자들에게 메이커의 상점 앞에 흰색 토끼를 찾도록 권고하는 내용도 포함되어 있다. 이렇게, 해당 이미지는 초기의 브랜드 인식의 초기 형태로 기능했다. Eckhart와 Bengtsson은 송나라 시대에 중국 사회가 일반 소비자들이 엘리트뿐만 아니라 다양한 평범한 소비자들에게 소비 문화를 발전시킨 것으로 주장하며, 이는 상업 투자를 자세히 관리된 PR (마케팅), 소매 표지, 상징적 브랜드, 상표 보호 및 정교한 브랜드 개념과 함께 일어났다고 말한다.
중세 시대에는 상점의 표지판 사용이 일반적으로 선택사항이었다. 그러나 여관주인들은 다른 처지에 있었다. 14세기 초기에 영국 법률은 여관주인과 집주인들이 표지를 전시하도록 강제했다. 1389년, 영국의 리처드 2세 왕은 집주인들이 자신의 건물 외부에 표지를 걸도록 강요했다. 해당 법률은 "마을에서 맥주를 양조하여 판매할 의도로 하는 자는 반드시 표지를 내놓아야 한다. 그렇지 않으면 자신의 맥주를 몰수당한다"고 명시되어 있었다. 해당 법률은 지나치게 큰 표지판과 거리를 너머 뻗어나가는 것을 금지하기 위해 만들어졌다. 1669년, 프랑스 왕려가 표지판의 과도한 크기와 거리를 너머 뻗어나가는 것을 금지하는 법령을 제정했다. 1761년에는 파리, 1762년에서 1773년 사이에는 런던에서 외벽에 표지판을 제거하거나 평면에 고정시키도록 법령이 도입되었다.
대부분의 경우, 표지는 여관과 관련해서만 생존했다. 이 시기에 많은 예술가들이 여관의 이름을 나타내는 표지판을 그렸으며, 이를 통해 17세기와 18세기에 걸쳐 왕실의 봉인을 가진 상업 체인의 수가 증가했다. 하지만 많은 왕실의 인증을 주장하는 주장은 사기였다. 1840년에는 왕실의 봉인을 디스플레이하는 규칙이 강화되어 가짜 주장을 방지했다. 19세기 초에는 빅토리아 여왕의 통치 기간 동안 약 2,000개의 왕실 인증이 부여되면서 왕실 봉인의 수가 급증했다.
표지판의 목적은 대중을 유치하는 것이므로 종종 화려한 성격을 지녔다. 표지 자체가 크고 종종 큰 예술적 가치를 지녔으며(특히 16세기와 17세기에는 절정기에 이르렀다), 거리 위로 튀어나오는 집들의 금속 지주나 지지대도 복잡하게 작업되었으며, 영국과 유럽 대륙에서 아름다운 철로 만든 지지대의 예술적인 예가 많이 남아 있다.
16세기부터 런던의 거리를 특징 짓는 표지판은 외부 표지의 크기와 배치를 규제하도록 권한이 부여되었다. 1669년에는 프랑스 왕려령에서 표지판의 크기를 제한하고 거리를 너머 뻗어나가는 것을 금지하는 법령이 발행되었다. 1761년에는 파리, 1762년에서 1773년 사이에는 런던에서도 표지판을 제거하거나 벽면에 고정시키도록 법령이 도입되었다.
대부분의 경우, 표지는 여관과 관련해서만 생존했다. 이 시기에 많은 예술가들이 여관의 이름을 나타내는 표지판을 그렸으며, 이를 통해 17세기와 18세기에 걸쳐 왕실의 봉인을 가진 상업 체인의 수가 증가했다. 하지만 많은 왕실의 인증을 주장하는 주장은 사기였다. 1840년에는 왕실의 봉인을 디스플레이하는 규칙이 강화되어 가짜 주장을 방지했다. 19세기 초에는 빅토리아 여왕의 통치 기간 동안 약 2,000개의 왕실 인증이 부여되면서 왕실 봉인의 수가 급증했다.
이 시기에 최대한 빛을 내고 주목을 끄는 능력을 가진 "spectaculars"라 불리는 표지판들이 처음으로 등장하여 뉴욕의 곳곳에 설치되었고, 20세기 초에는 널리 퍼지게 되었다. 1920년대에는 미국에 신규로 개발된 네온 사인이 소개되었다. 네온 사인의 유연성과 가시성으로 인해 전 세계적으로 현대 건물의 표준적인 특징이 되었다. 20세기 초, 상품 브랜드의 형태로 제조업자들이 귀족 가문의 봉인이나 배지를 사용하기 시작했다. 사람들은 그 브랜드를 의도와 무관하게 이해했으며, 따라서 빨간 사자, 녹색 용 등과 같은 표지들이 익숙해지기 시작했다. 이는 특히 펍 표지로 자주 사용되는 형태가 되었다. 17세기와 18세기에 걸쳐 왕실의 봉인을 디스플레이하는 상업적인 집들의 수가 증가하며, 이러한 변화를 지연시키기 위해 조치가 취해졌지만, 많은 주장이 가짜였다. 1840년에는 왕실의 봉인을 디스플레이하는 규칙이 강화되어 가짜 주장을 방지했다. 19세기 초에는 빅토리아 여왕의 통치 기간 동안 약 2,000개의 왕실 인증이 부여되면서 왕실 봉인의 수가 급증했다.
이 시기에 최대한 빛을 내고 주목을 끄는 능력을 가진 "spectaculars"라 불리는 표지판들이 처음으로 등장하여 뉴욕의 곳곳에 설치되었고, 20세기 초에는 널리 퍼지게 되었다. 1920년대에는 미국에 신규로 개발된 네온 사인이 소개되었다. 네온 사인의 유연성과 가시성으로 인해 전 세계적으로 현대 건물의 표준적인 특징이 되었다. 프리빌리지 사인은 제조업자의 브랜드를 소매 업소의 보증으로 사용하던 형태로, 20세기 동안 상점들에서 일반적으로 사용되었으나, 20세기 말에는 소매 업체들이 점점 더 강력해지면서 사용이 줄어들었다. 일부 프리빌리지 사인은 아직 남아있지만, 대부분은 폐기된 상태인 고스트 사인이 되었다.
1971년에는 데이터 기반으로 다양한 크기의 금속 인쇄 문자를 만드는 컴퓨터 생성형 외부 표지판이 처음으로 도입되었다. 미국에서 데이터 기반으로 인쇄한 표지판의 최초의 사례는 시카고 도시에서 피자집에 설치된 것이다. 이는 표지판 제조업체의 혁신으로 이어지며, 현재의 디지털 인쇄 기술과 자동화 시스템을 통해 매우 복잡하고 고품질의 표지판을 생산할 수 있게 되었다.
현재에는 디지털 표지판과 LED 표지판 등 다양한 형태의 표지판이 사용되며, 디지털 기술의 발전으로 더욱 다양하고 효과적인 광고와 정보 전달이 가능해졌다. 또한 환경 친화적인 에너지 절약형 표지판도 점점 더 많이 사용되고 있다. 다양한 표지판 기술의 발전은 표지판의 디자인과 기능을 혁신적으로 변화시키고 있으며, 앞으로 더욱 발전할 것으로 예상된다.

## 법에 근거한 표지
픽토그램은 메시지를 전달하는 이미지 기호로 사용되고 있다. 법에 근거한 픽토그램 사인(signage)은 구체적인 색, 형태 그리고 크기의 규정을 따라야 한다. 영국과 유럽 연합에서 픽토그램 기호의 넓이는 인쇄 영역의 높이의 80%로 정해져 있다. 미국에서는 방이나 공간을(화장실에서 남.녀 기호같은..) 알려주는 픽토그램은 반드시 구체적 규정을 따르도록 하고 있다. 규정을 따라야 하는 다른 픽토그램들은 ADA 접근 용이성 가이드라인에 구체화되어 있다.*ADA Signs
이를테면 영국/유럽 연합의 A4 사이즈에서의 법에 근거한 표지(210 x 297mm)는 전체 면적의 3분의 2의 영역을 픽토그램을 보여주는 데 사용하며, 210 w x 198 H (mm)의 3분의 1의 영역에는 문자(내용)을 쓸 수 있다. 따라서 여기서 픽토그램의 넓이는 158.4mm이 될 것이다. (80% of 198 mm)
미국에서 픽토그램은(표지의 이미지) 6인치의 높이 내에 위치 되어야 하며, 문자와 점자는 그 이미지 영역 아래에 위치되어야 한다.
픽토그램은 모두가 알아볼 수 있어야 하며, 그 즉시 의미가 이해되어야 한다. 이를 위해서는 이미지의 일관성이 반드시 유지되어야 한다. 색과 형태, 규칙을 따르면 픽토그램과 그 의미가 전 세계인에게 이해될 수 있을 것이다.
"Discovery-Based Retail" 책에 따르면 기호는 "장식적인(눈을 즐겁게 하는), 정보를 보여주는, 방향을(directional) 제시하는" 3가지 그룹으로 분류된다.

## 형태의 사용
표지(Signage)는 아주 구체적인 형태를 가지고 있다. 이러한 기호의 형태들은 관객에게 메시지를 전달하고 기호를 만들 때에 따라야 할 규칙들을 형상화한다.
직사각형의 표지판은 관객들에게 정보를 설명하는 데에 사용된다. 이 형태는 안전한 상황, 공공 정보 기호 그리고 화재 관련 기기의 기호에서 발견된다. 이러한 기호들은 사용자들에게 어디에 무엇이 있는지, 이것이 무엇인지와 같은 비슷한 정보들을 말한다.
반대로 원의 표지판은 반드시 따라야 할 지시를 의미한다. 금지 표지판은 보는이가 절대로 지켜야 할 어떤 지시의 내용을 담고 있다.
마지막으로 삼각형의 경고 표지판이 있다. 이것은 위험을 알릴 때에 사용된다. 이는 정보 전달 보다는 빨리 누군가에게 무언가를 알리거나 조심할 것을 알려주는 것에 더 목적을 두고 있다.

## 사진

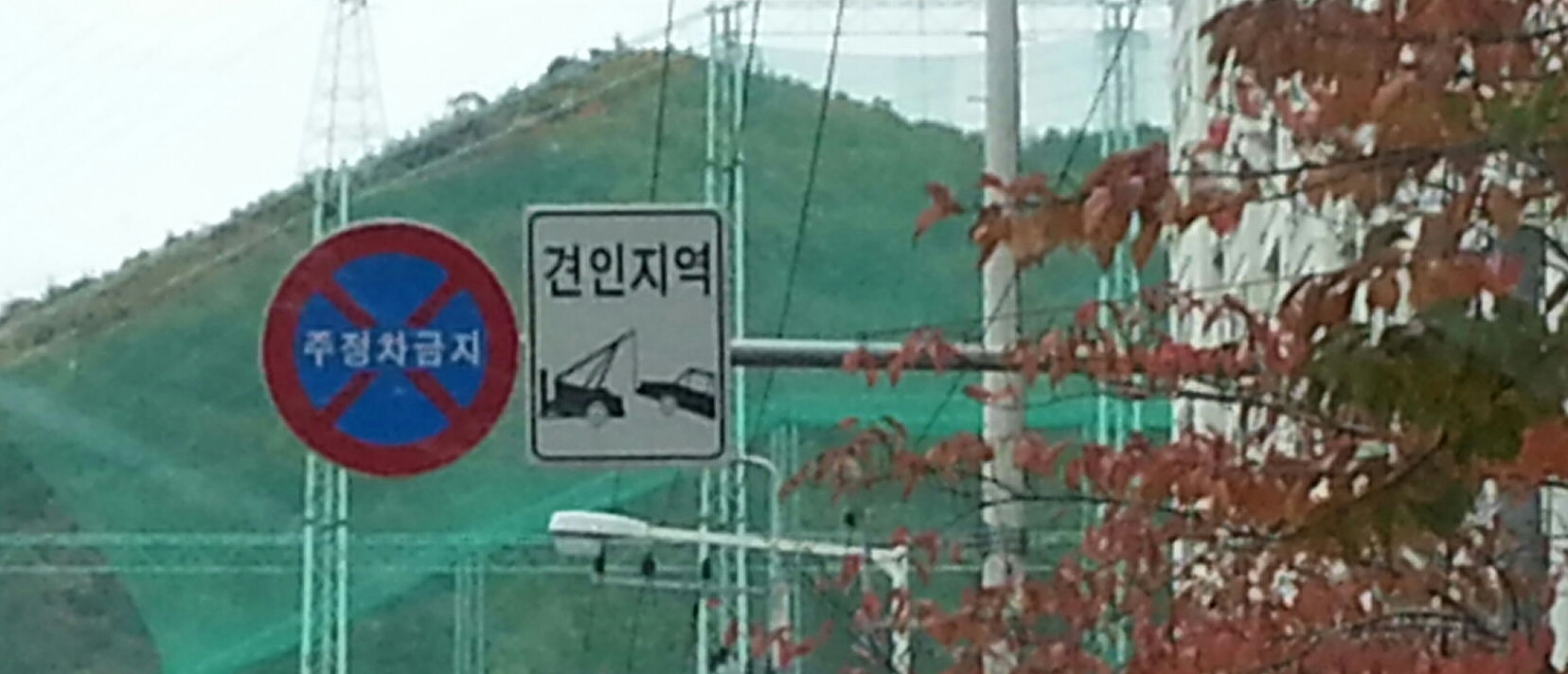
대한민국의 주정차금지 표지
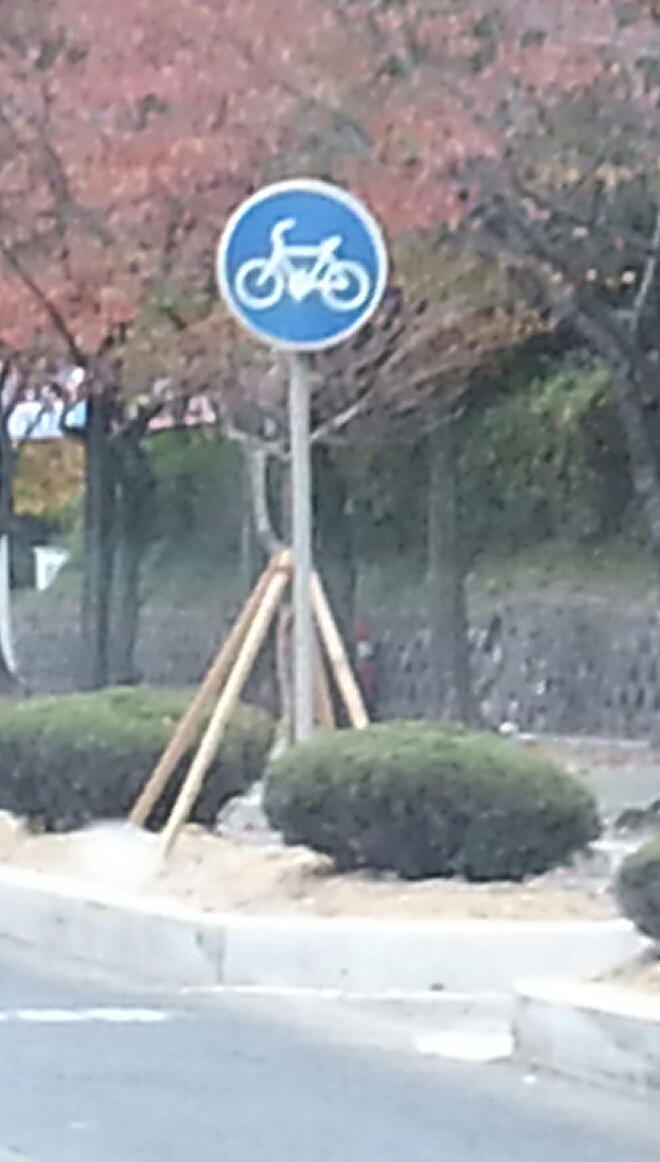
대한민국의 자전거도로 표지
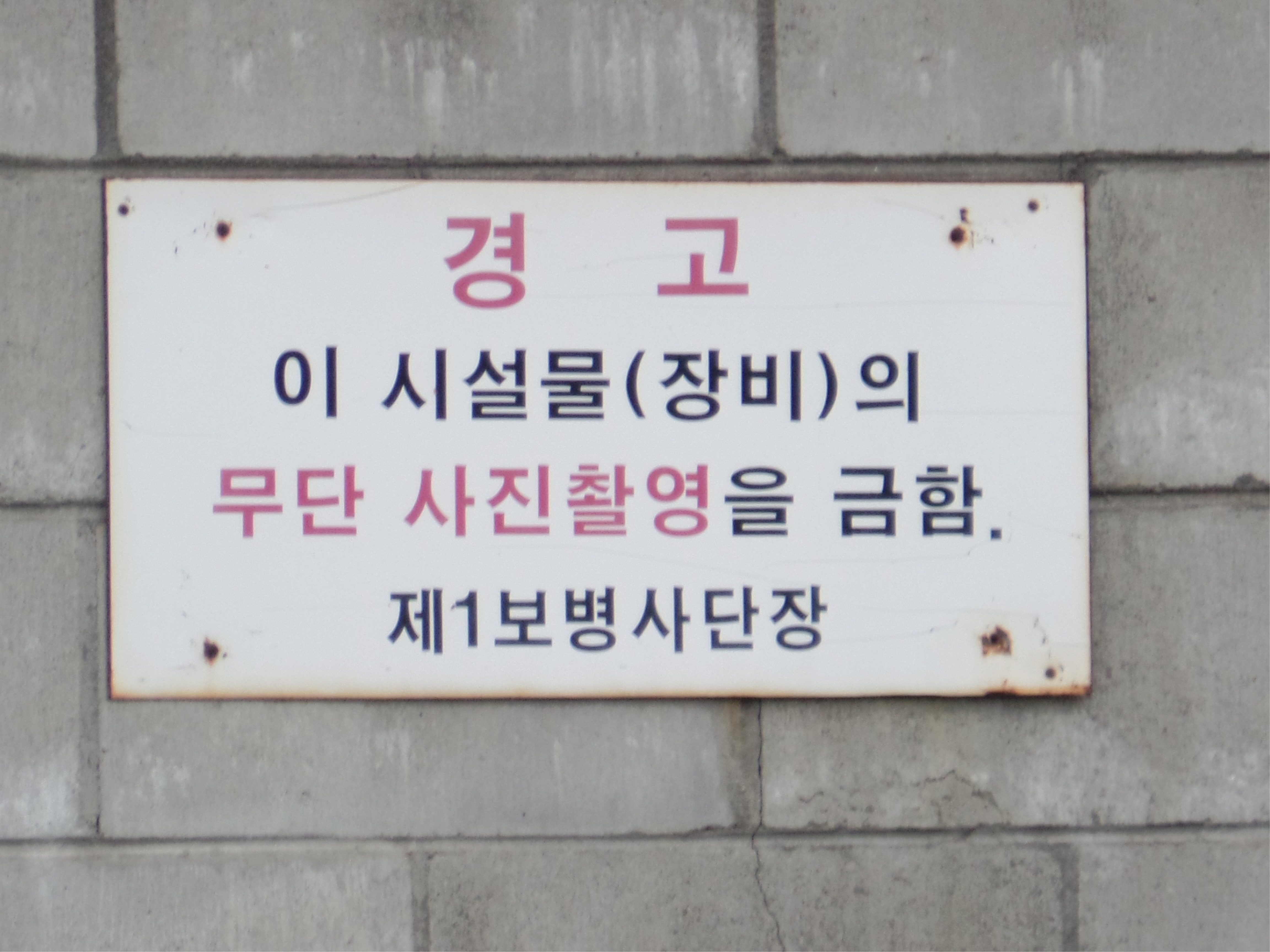
대한민국 군부대의 촬영금지 경고표지 (한글 표기)
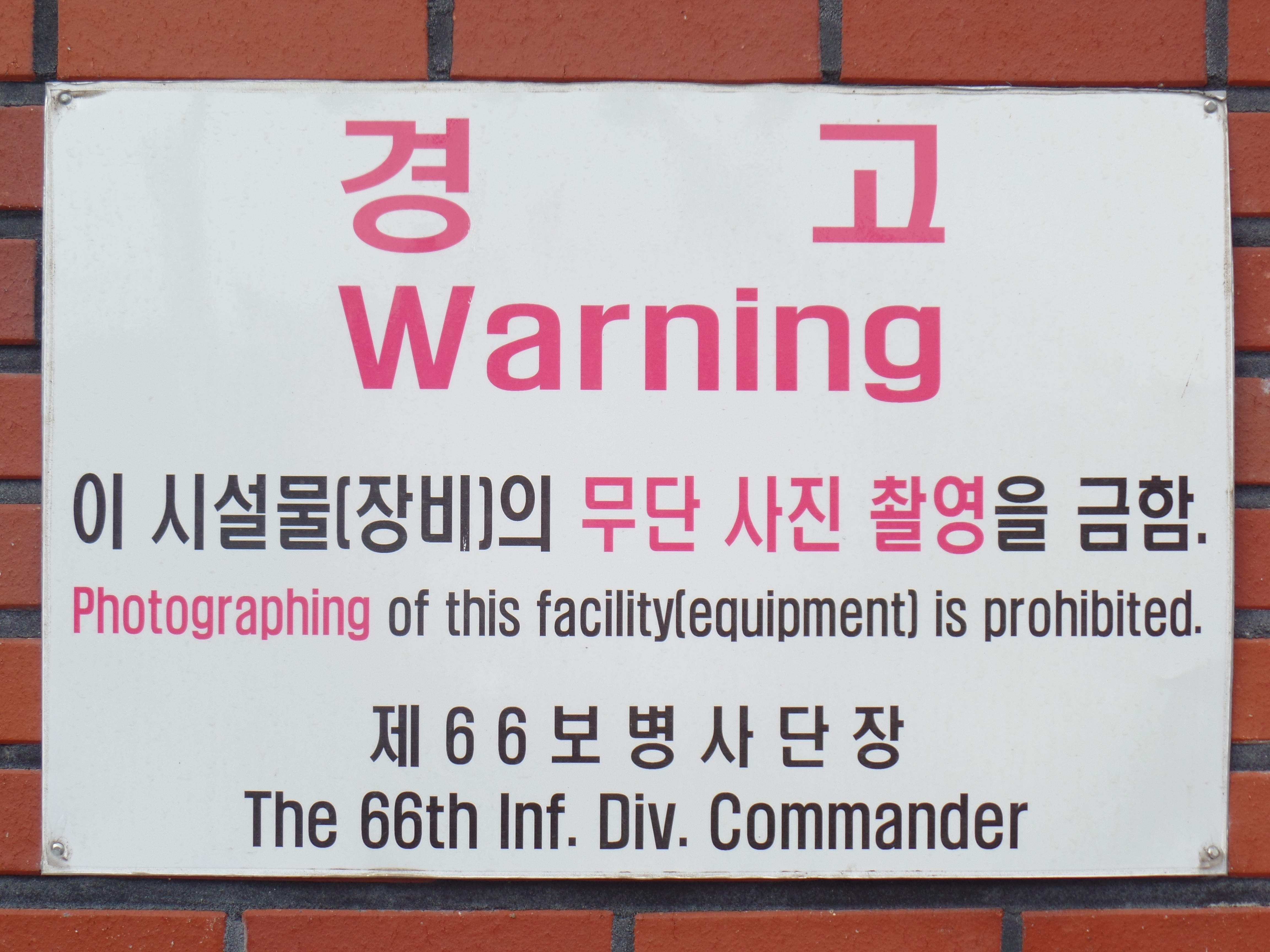
대한민국 군부대의 촬영금지 경고표지 (한글 및 영문표기)

## 도로 표지판

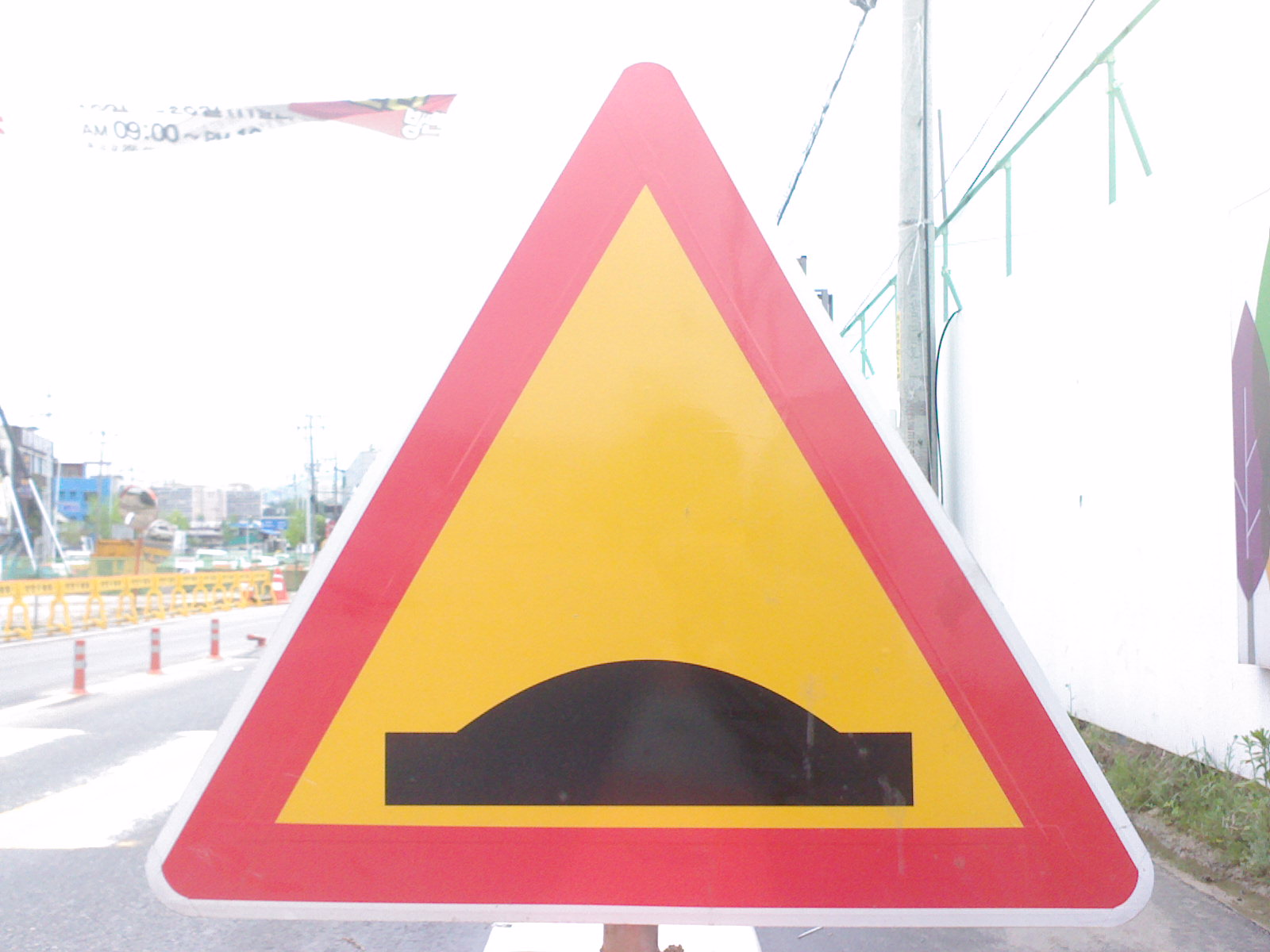
과속방지턱
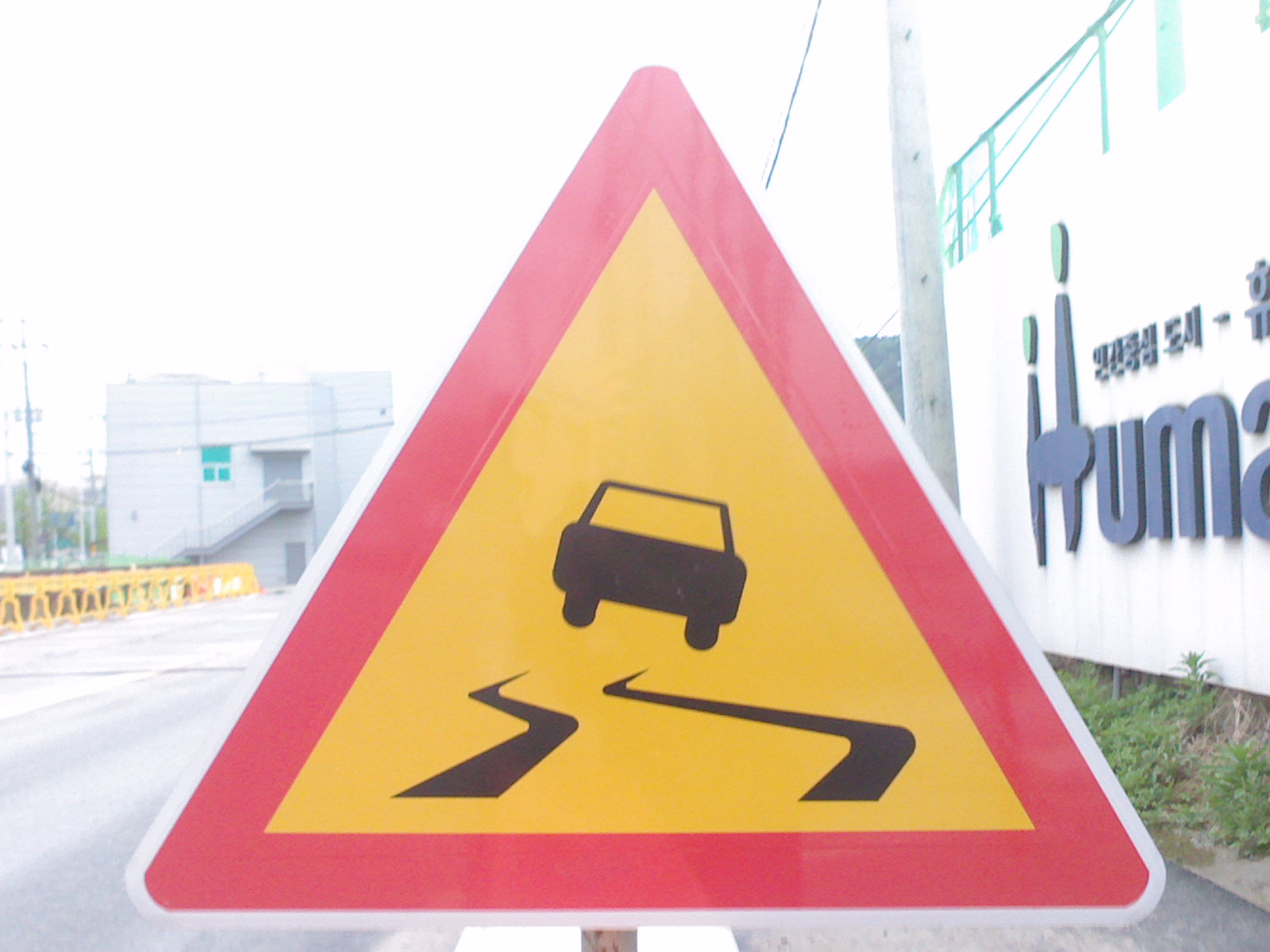
미끄럼 주의
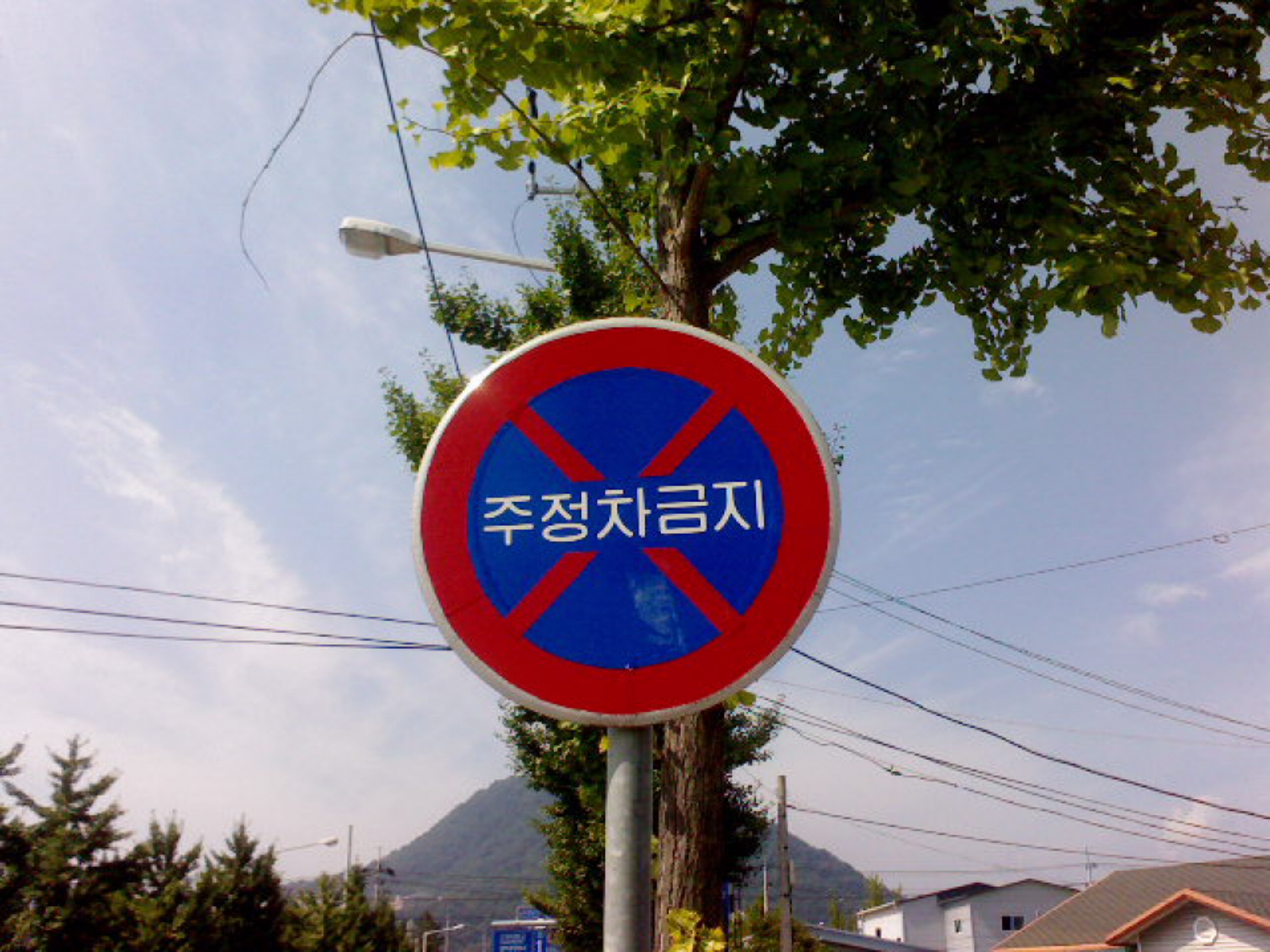
주정차금지
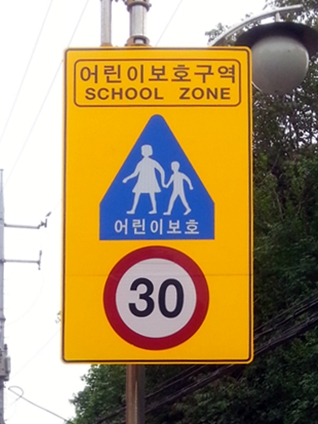
어린이보호구역
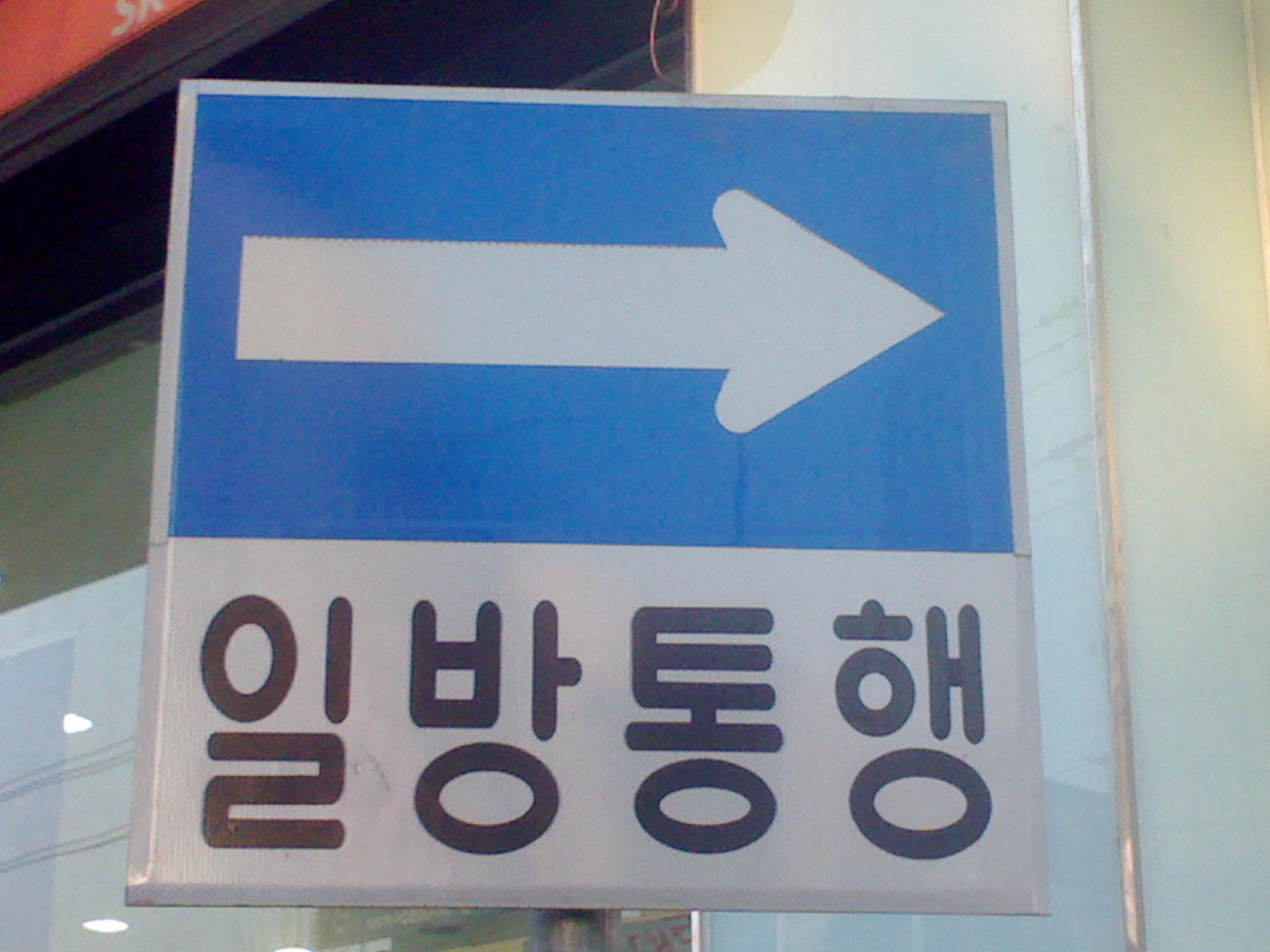
일방통행
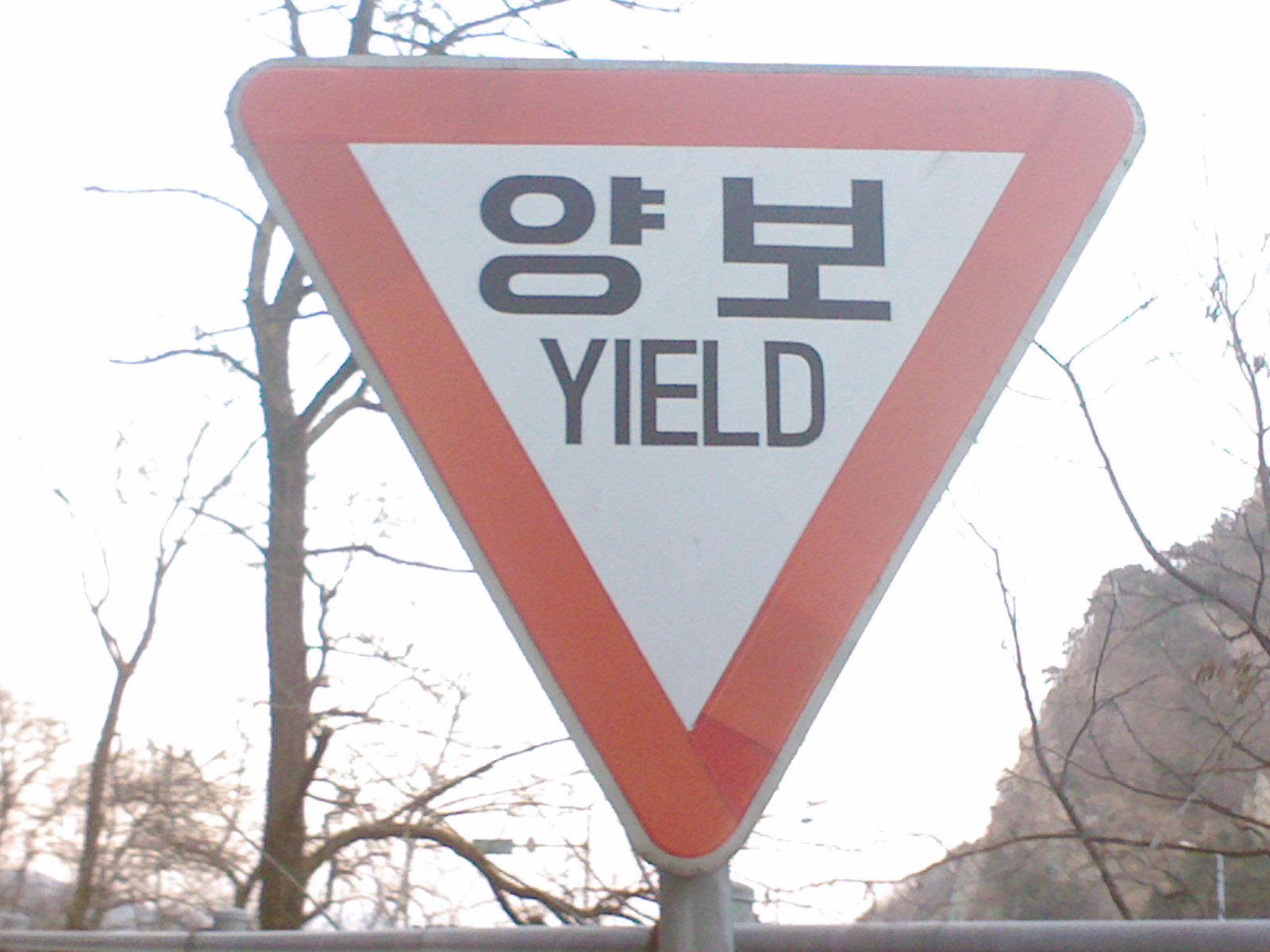
양보
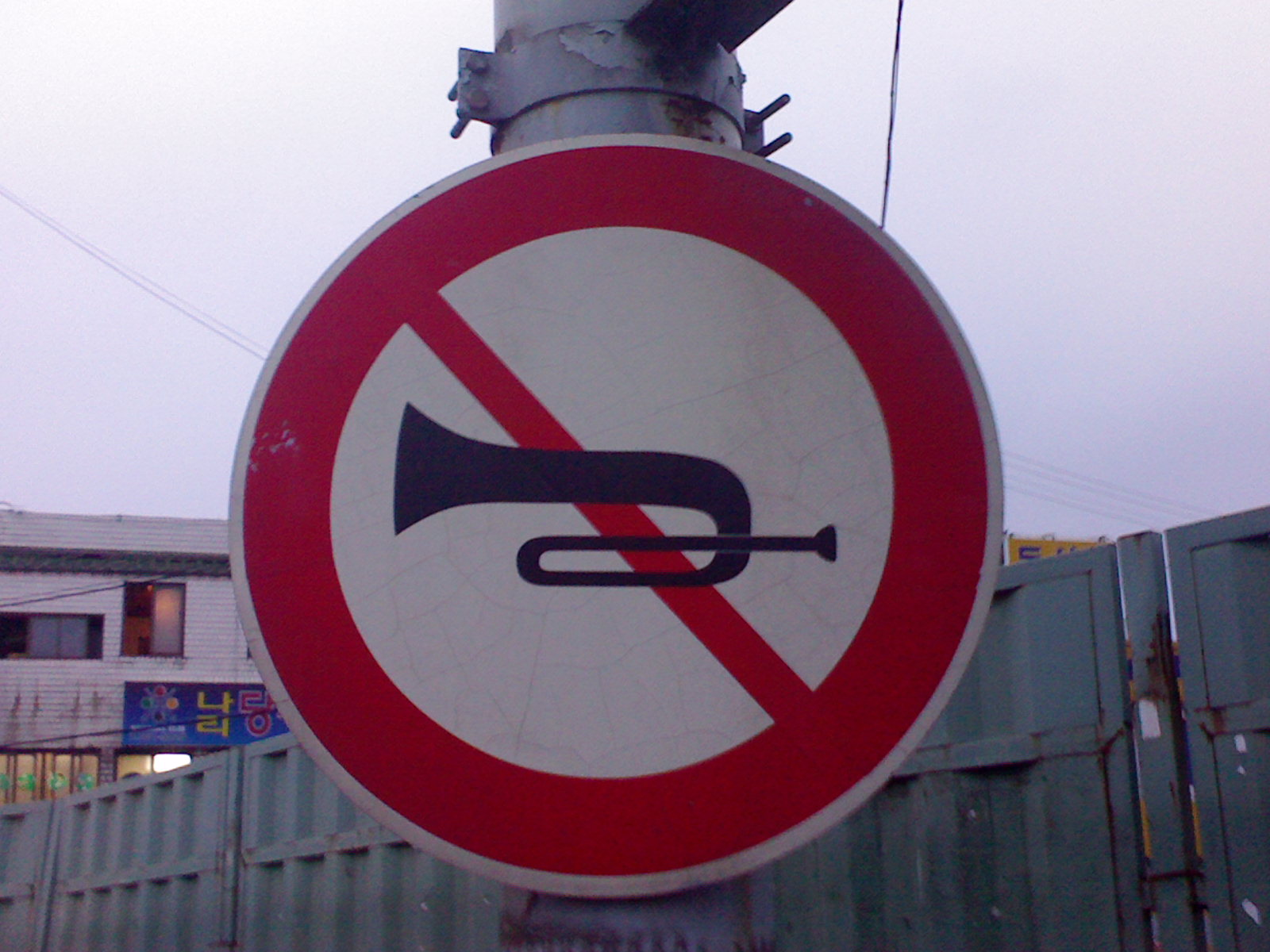
경음기 사용금지
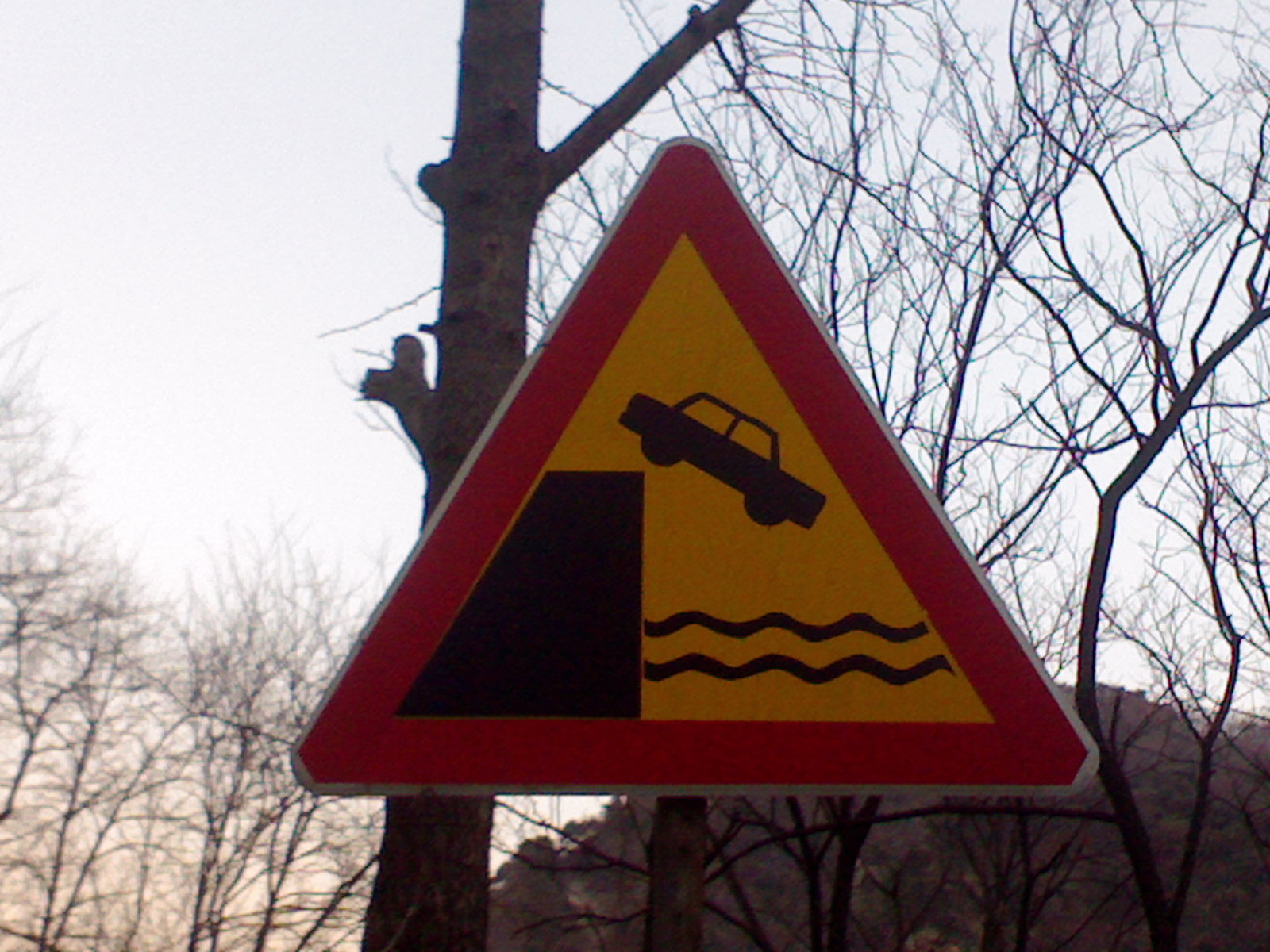
강변 추락주의
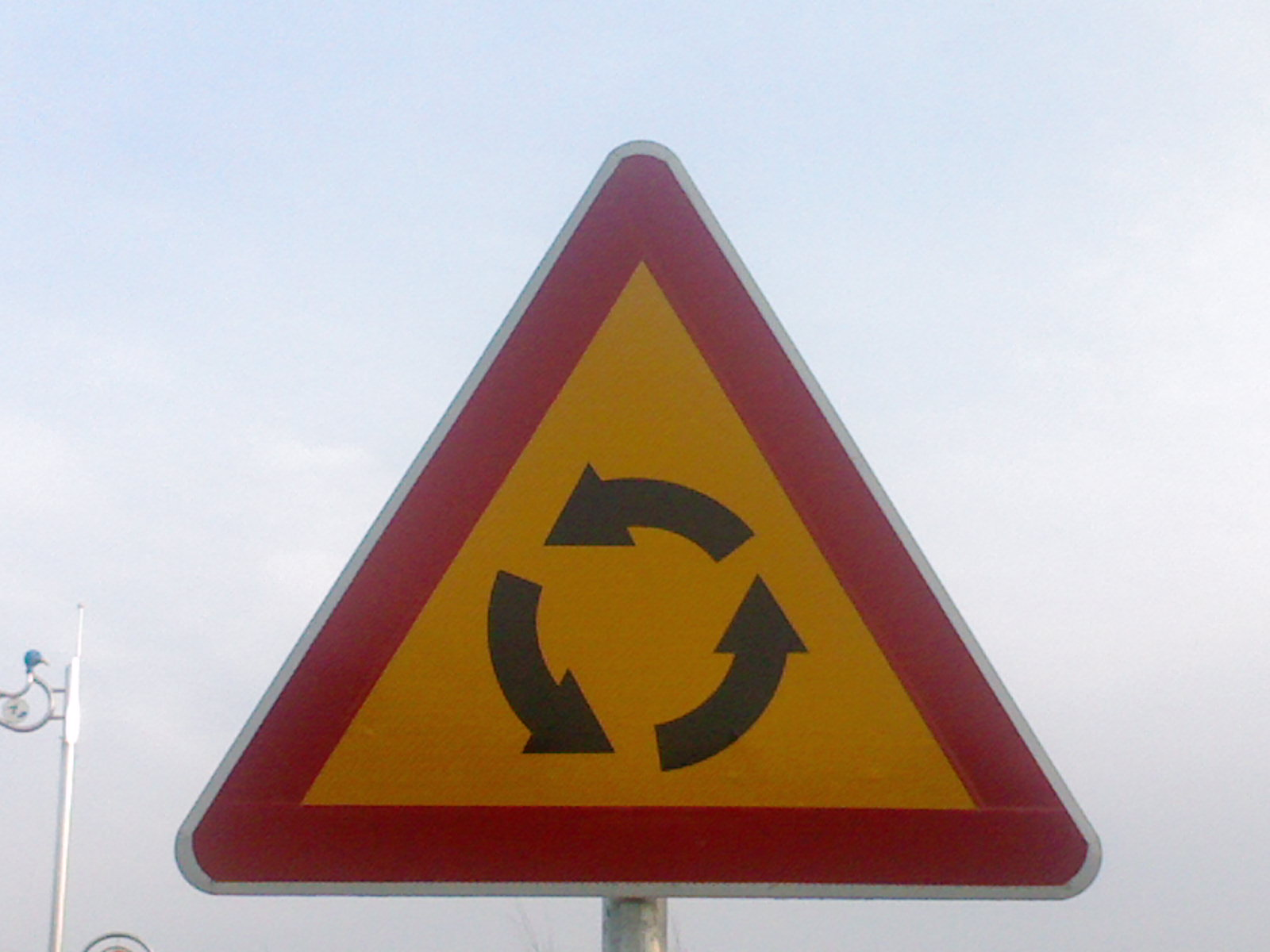
회전형 교차로
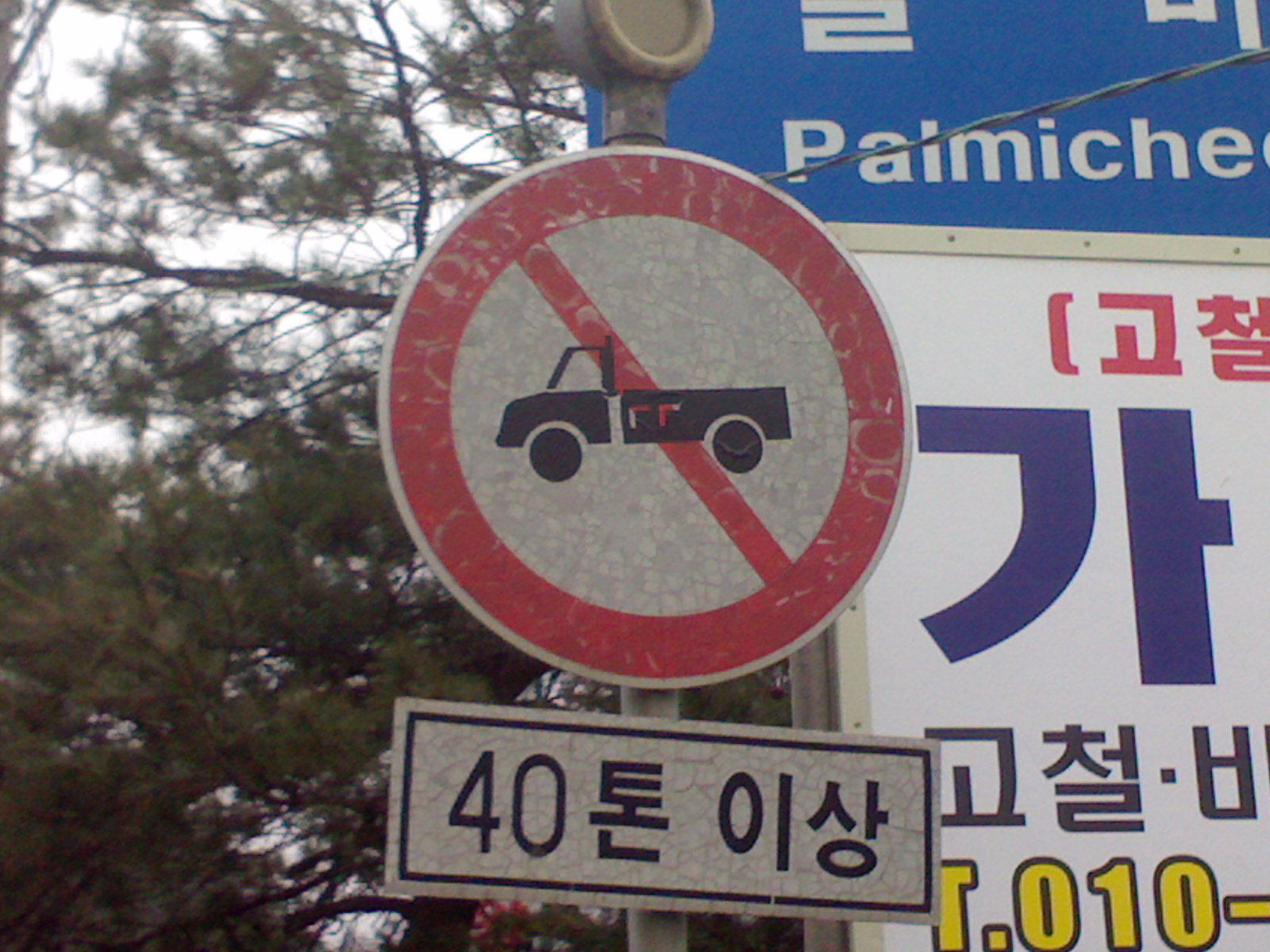
40톤 이상 화물차 통행금지
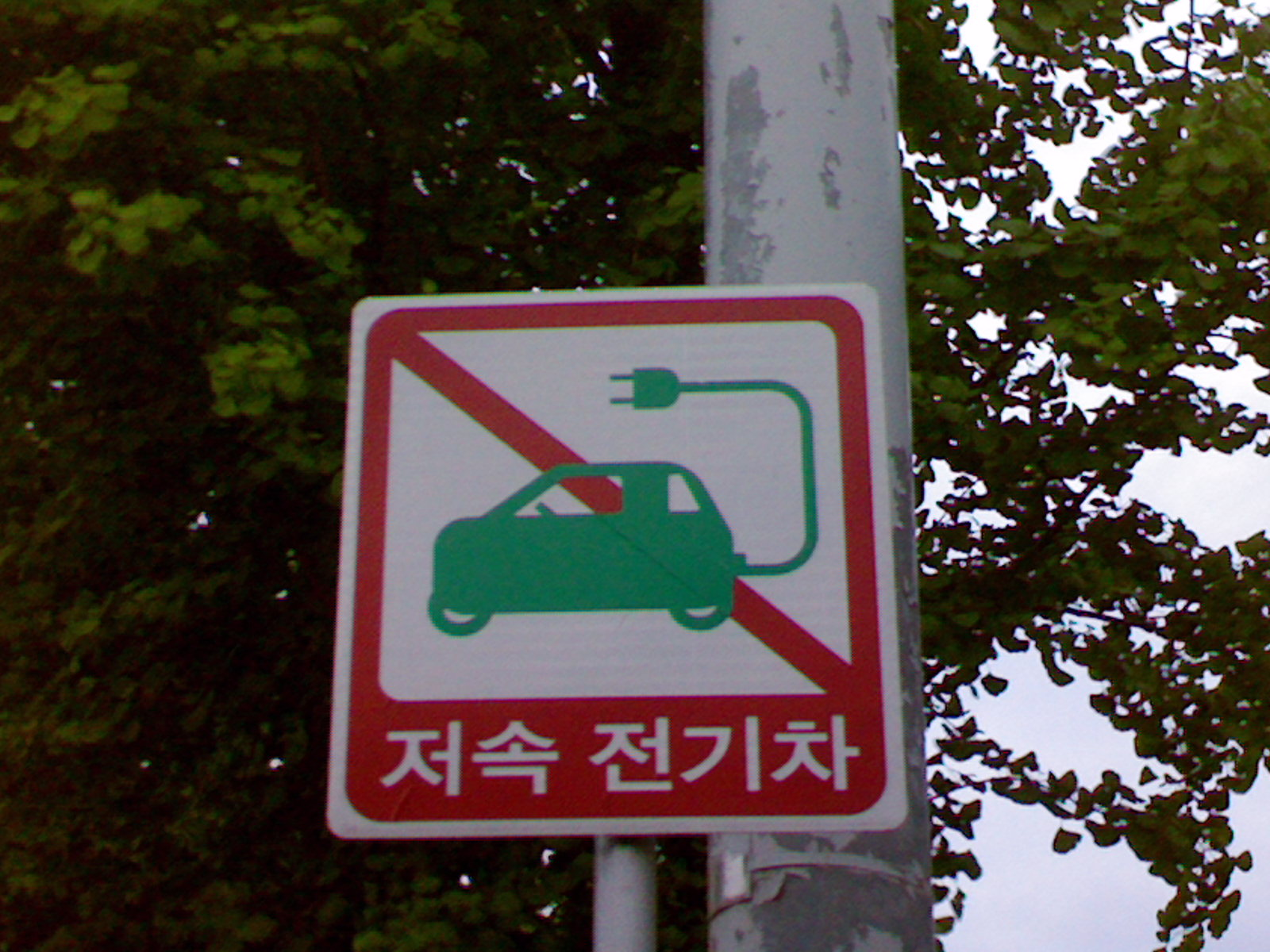
저속 전기차 통행금지
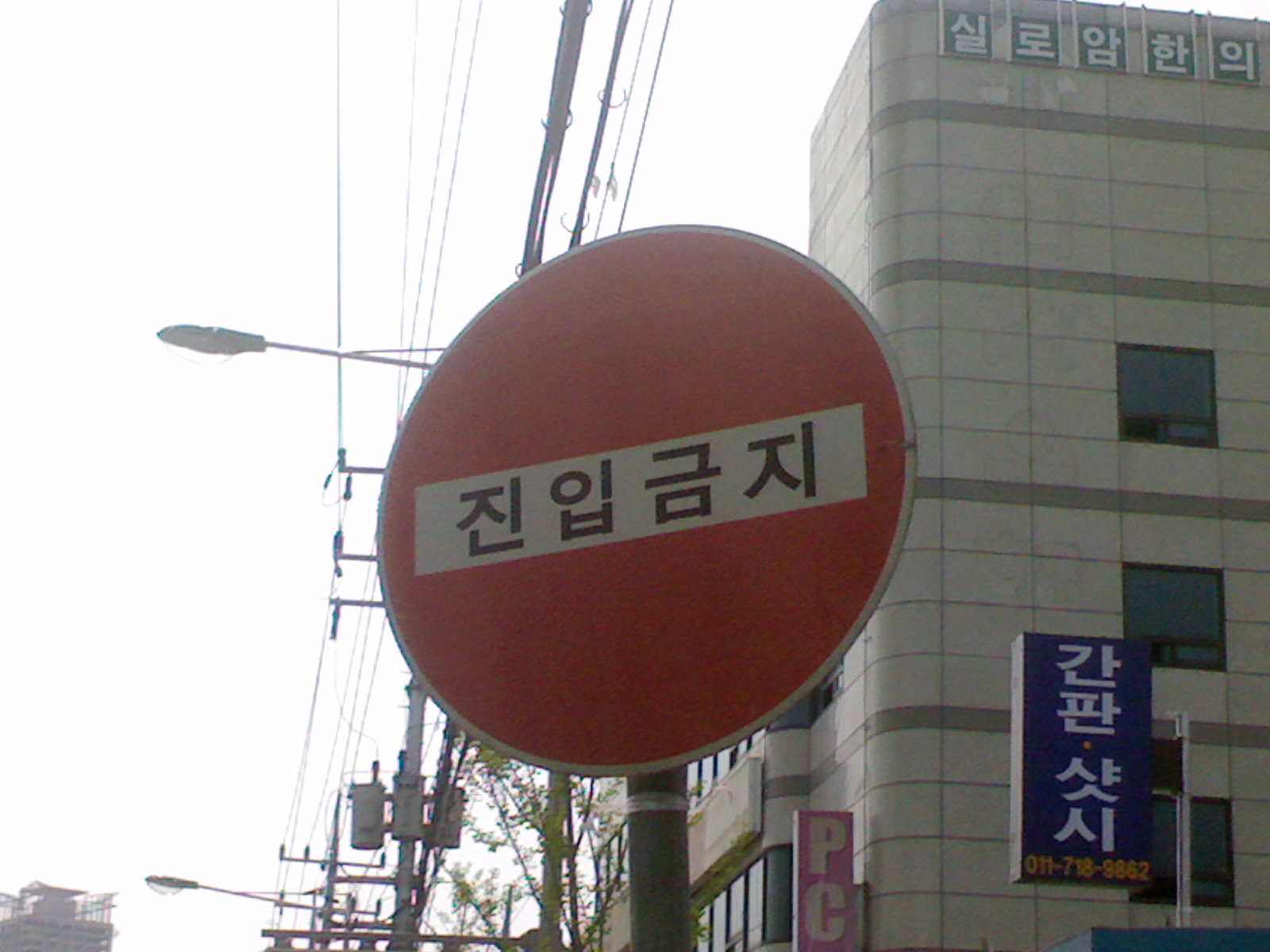
진입금지
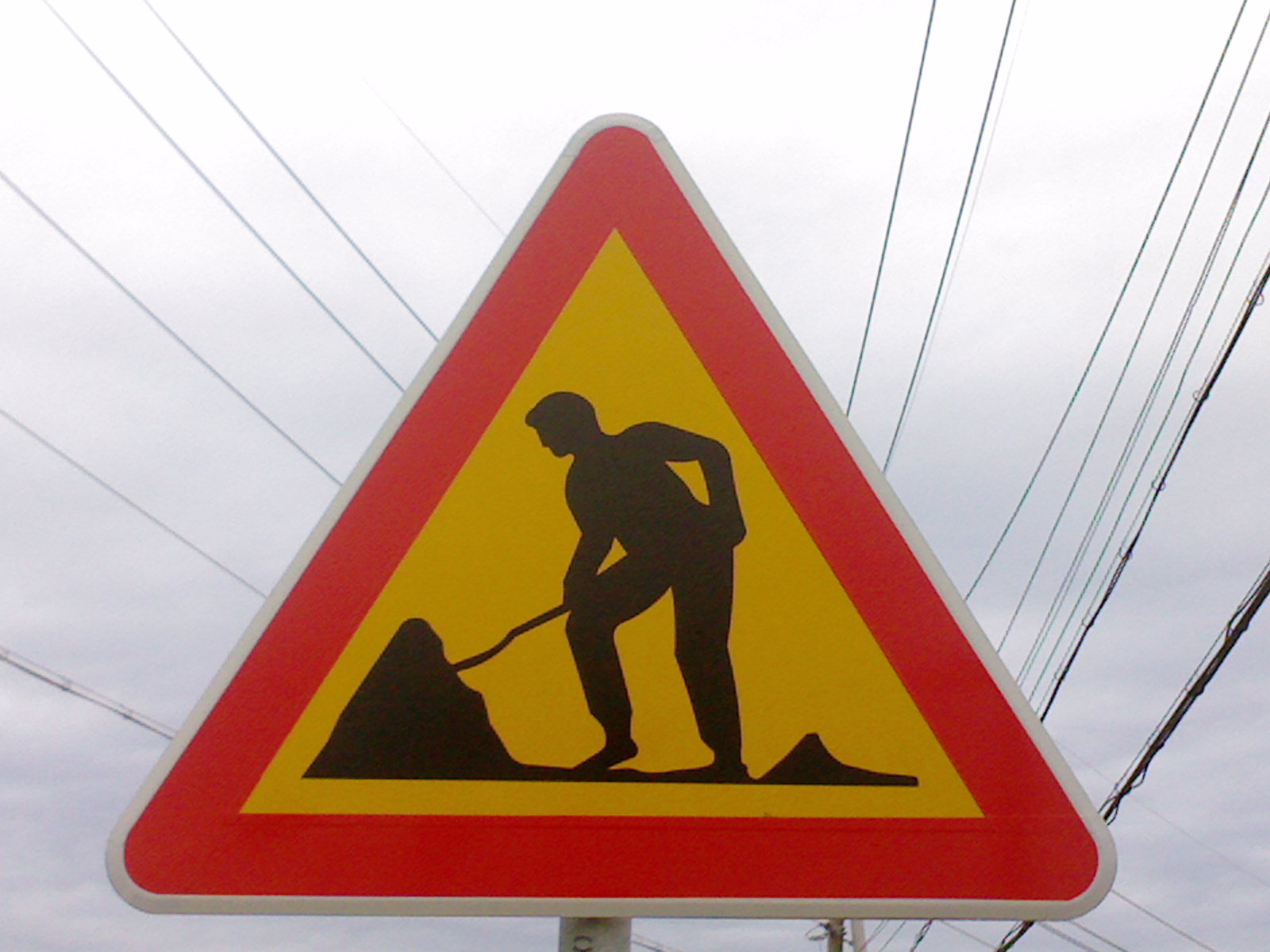
도로공사중
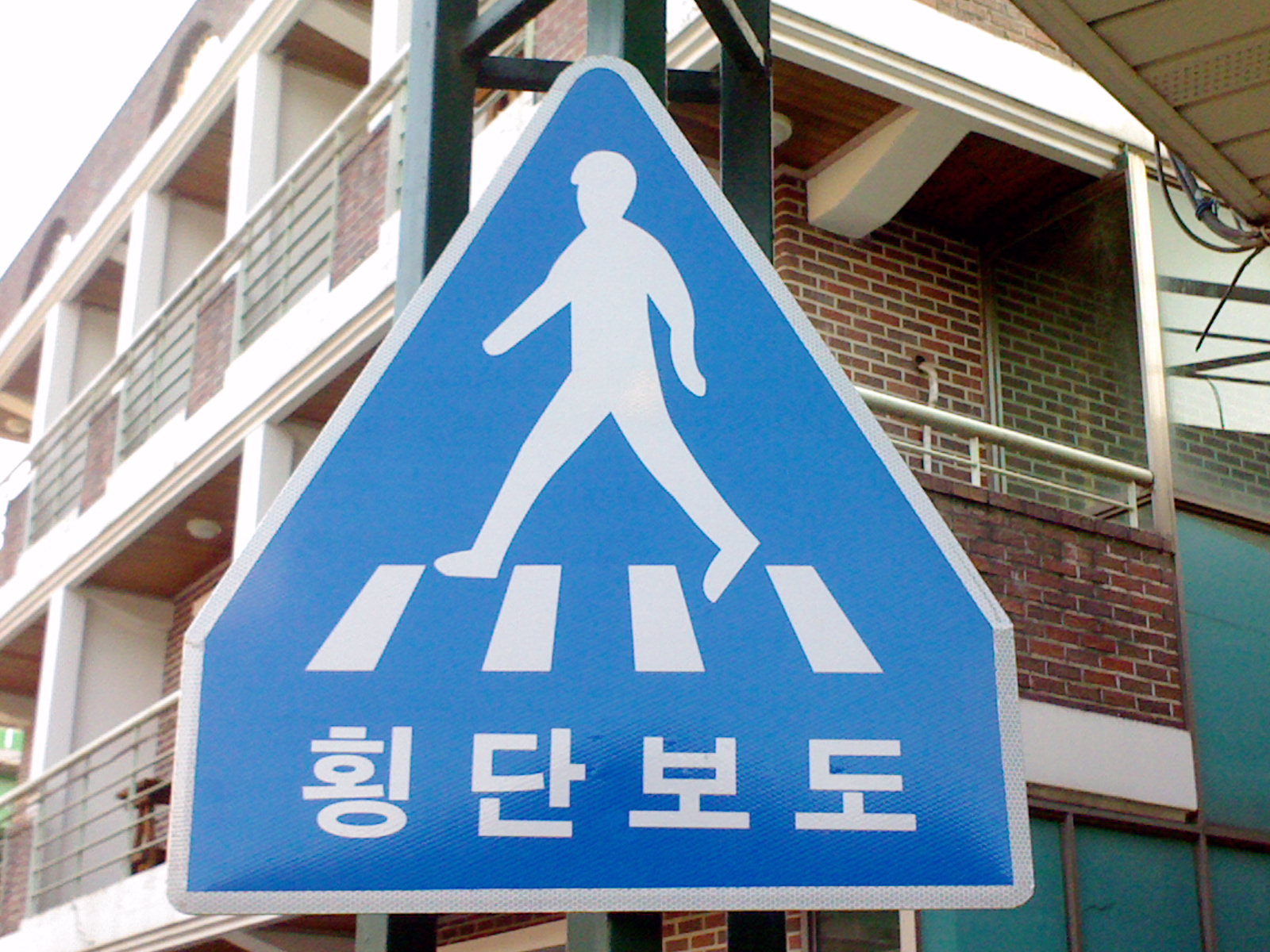
횡단보도

## 철도 표지판

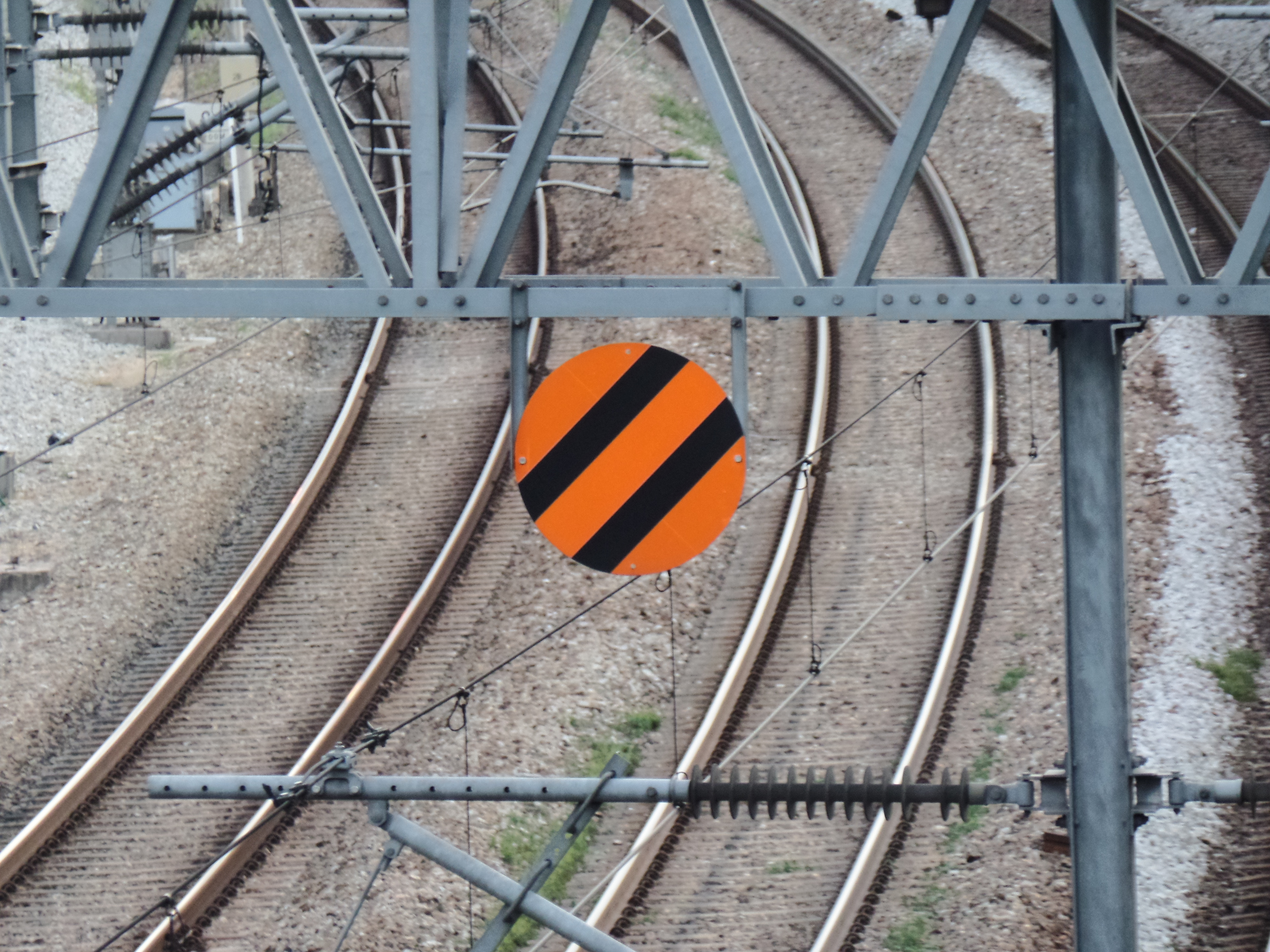
절연(타행)구간 예고표지
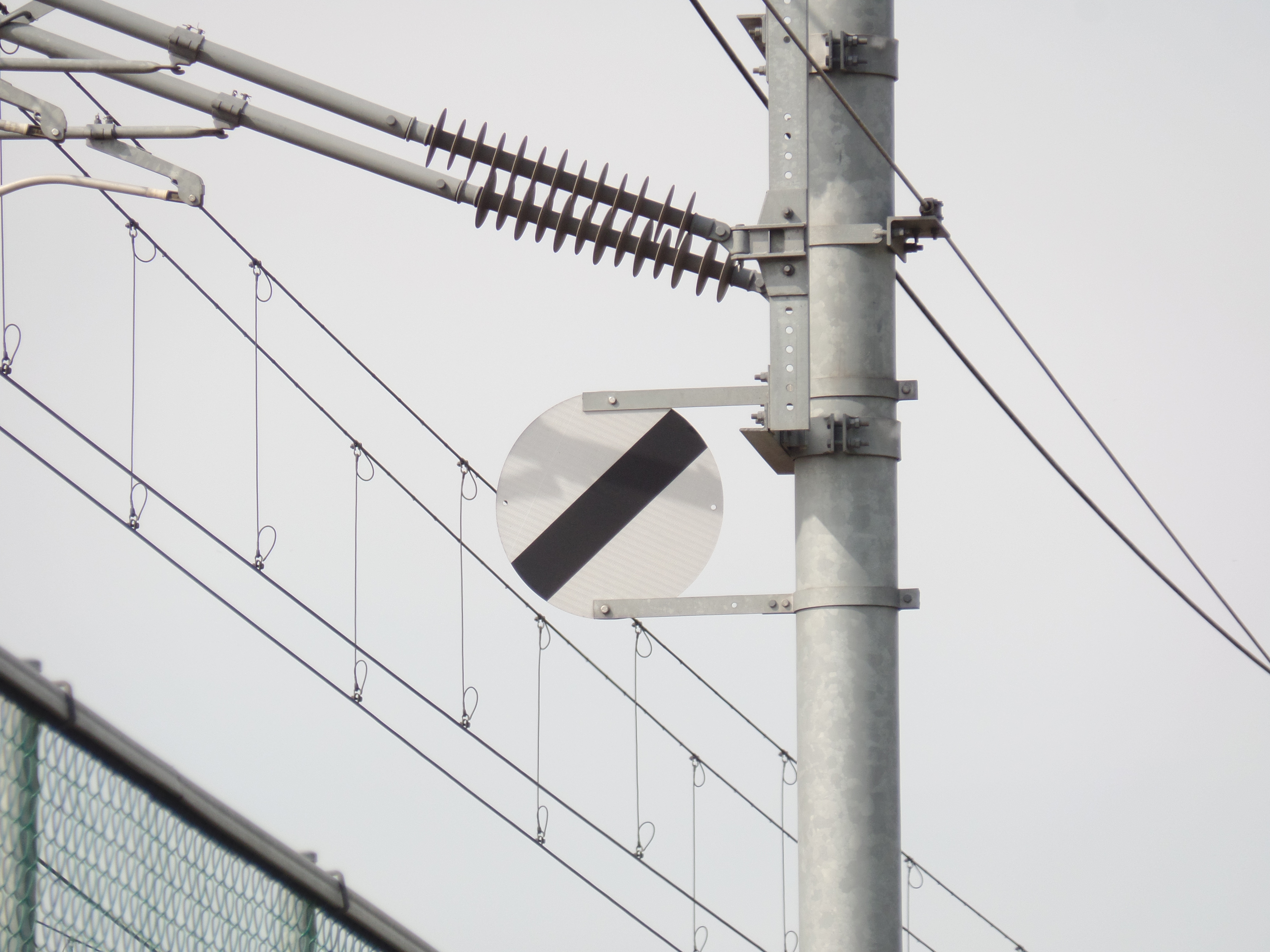
타행표지
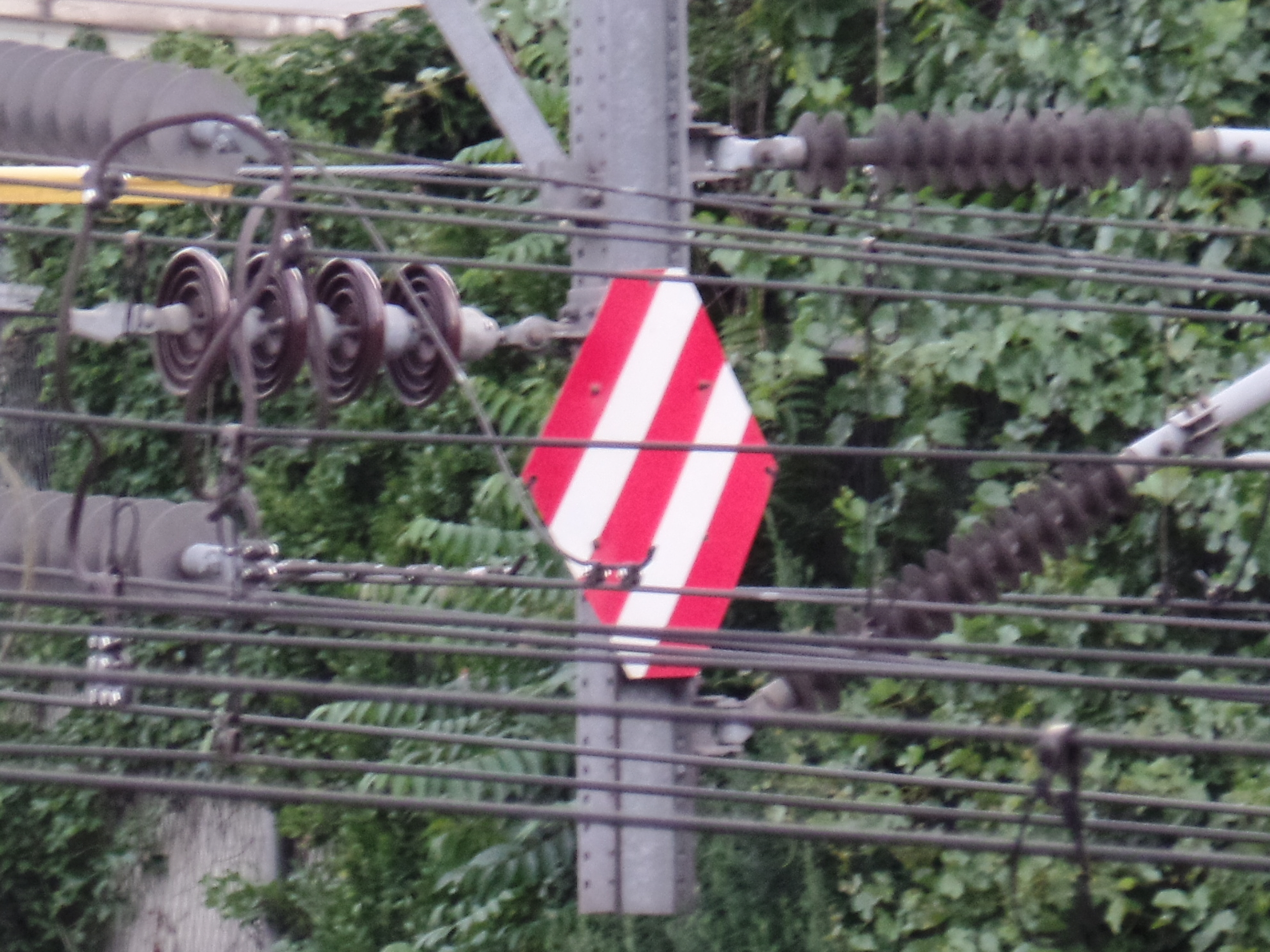
직류 ↔ 교류 절연구간 표지
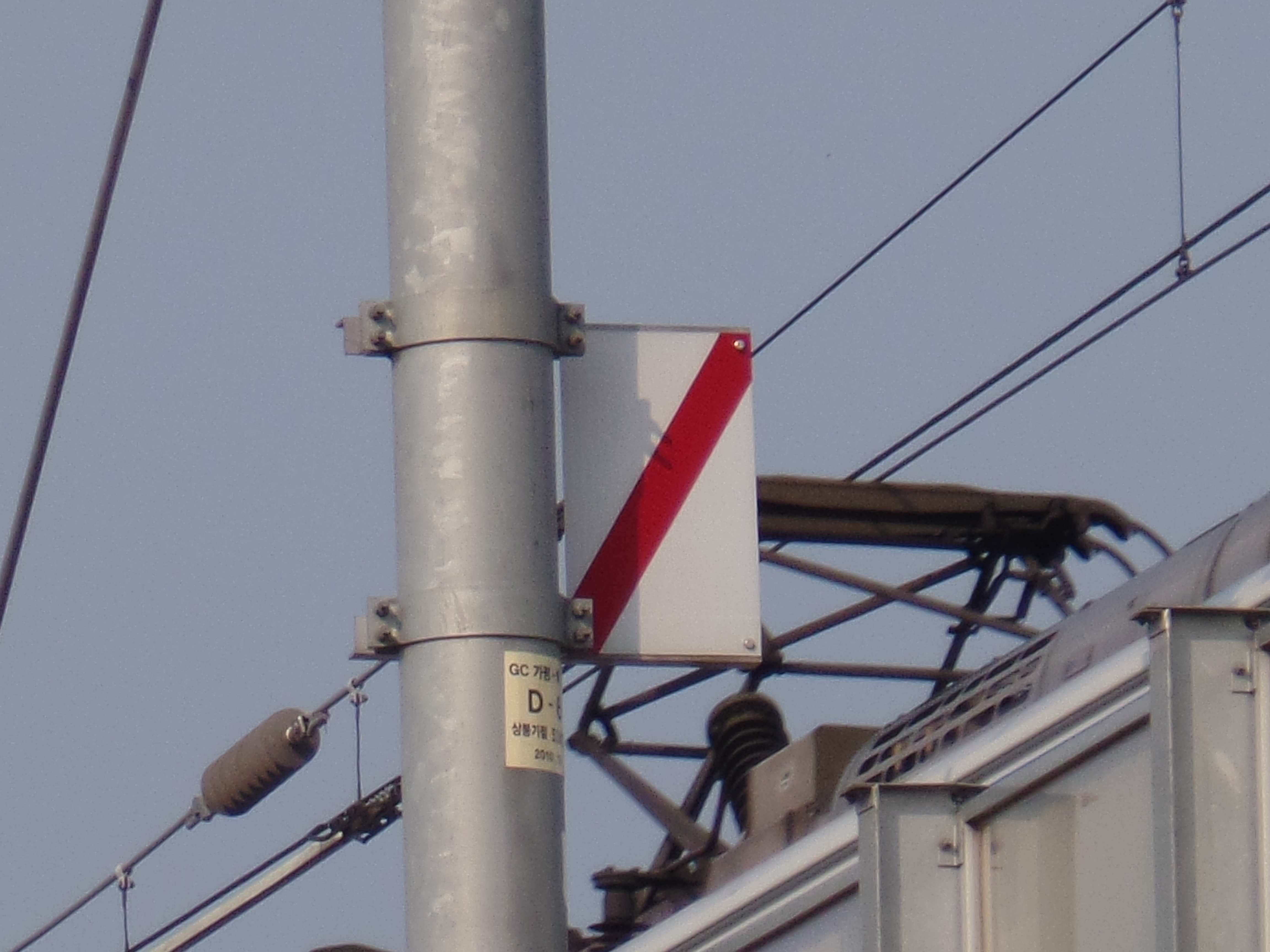
교류 ↔ 교류 절연구간 표지
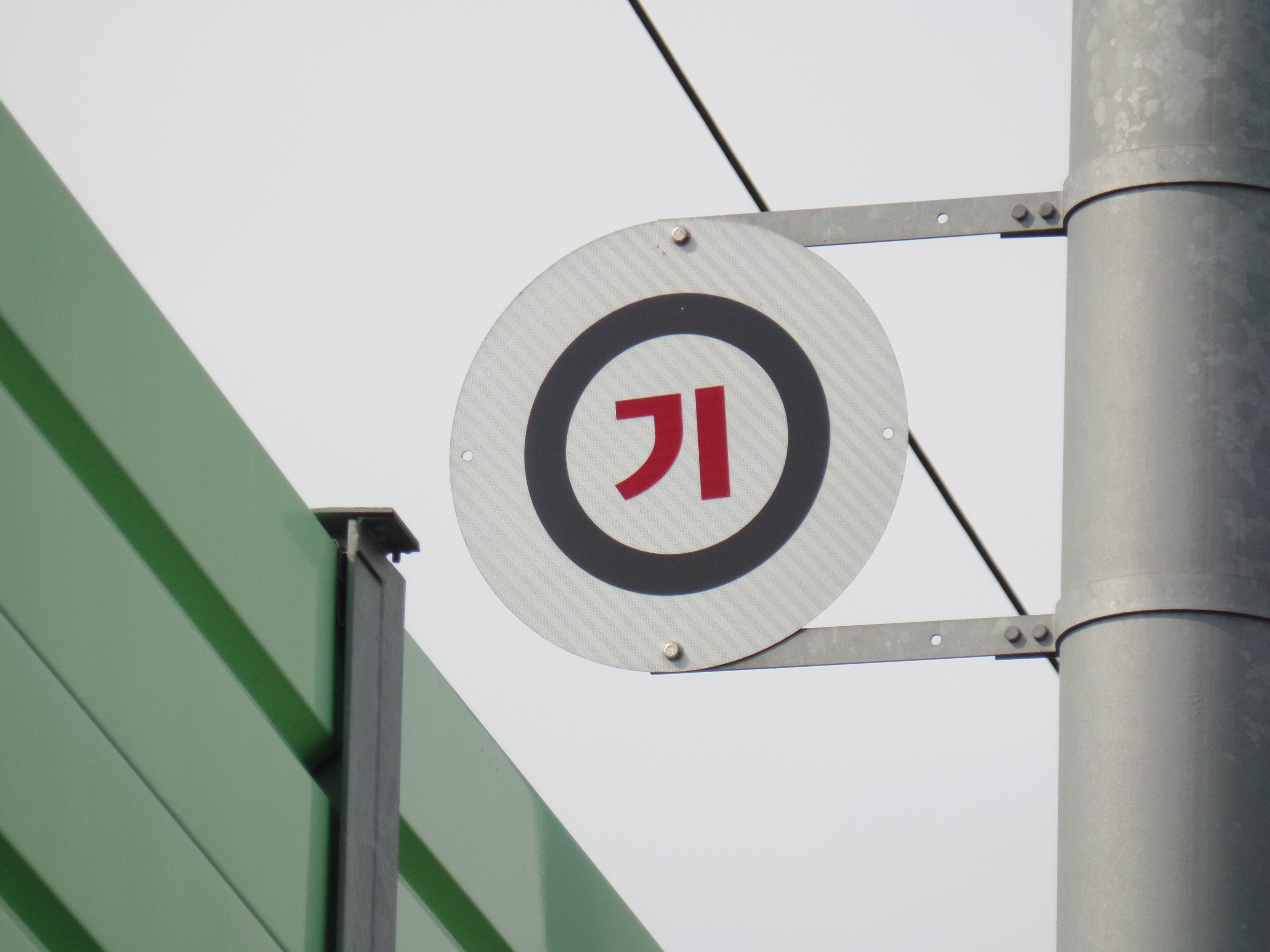
전기기관차용 역행표지(○)
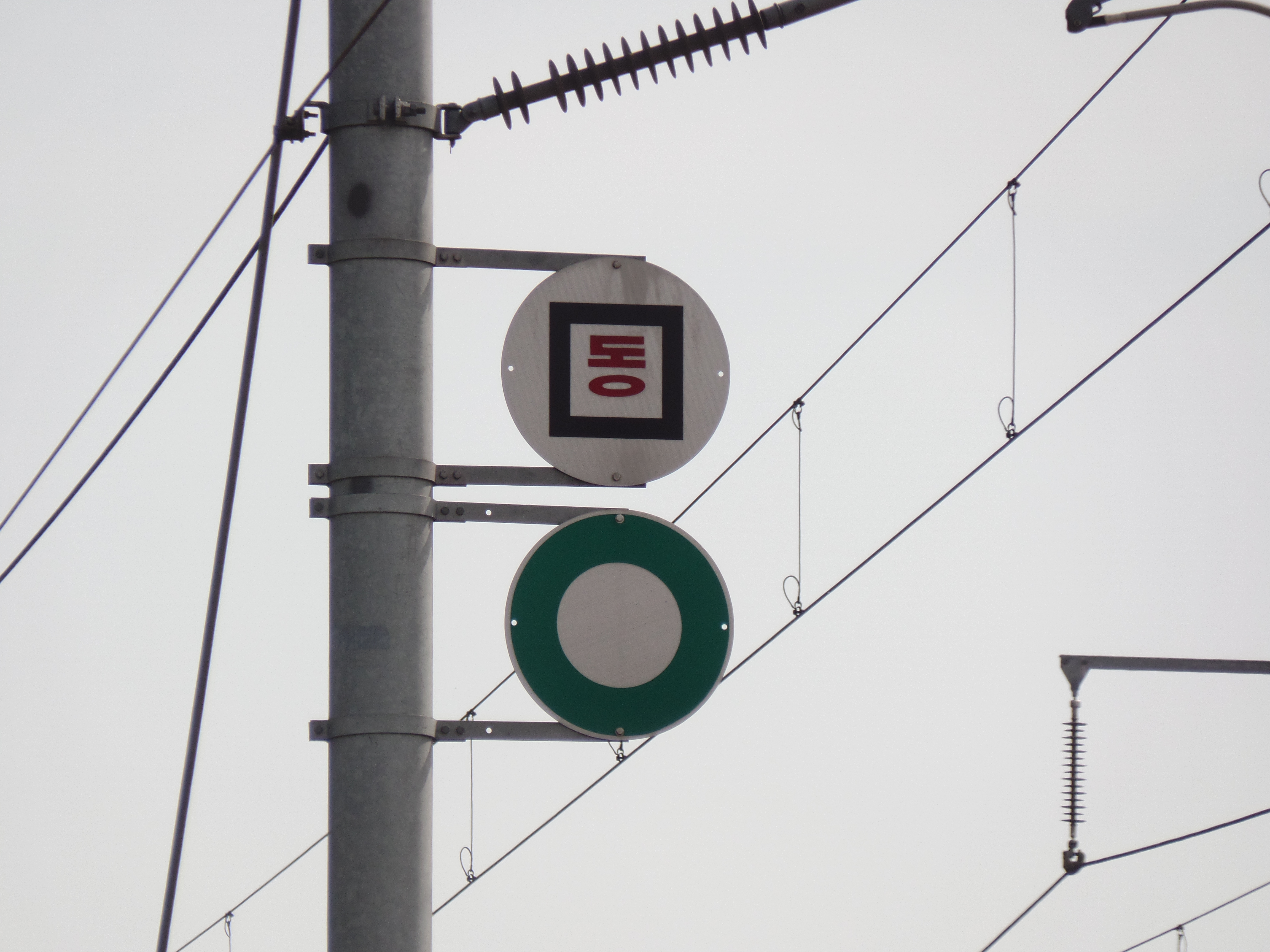
전동차용 역행표지와 속도제한해제표지(□)

## 같이 보기
- 간판
- 타이포그래피
- 그래픽디자인
- 시각적 문해력
- 정보 아키텍처